# Puszcza Zielona
Puszcza Zielona (również Puszcza Kurpiowska, Puszcza Myszyniecka, Puszcza Północna, Puszcza Zagajnica) – kompleks leśny powierzchni ok. 800 km², położony w północno-wschodniej części Niziny Północnomazowieckiej, na Równinie Kurpiowskiej. Jej granice wyznaczają rzeki: Pisa (od wschodu), Narew (od południa) oraz Orzyc (na zachodzie). Północne krańce sięgają dawnej granicy Prus Wschodnich (dzisiejsza granica między województwem mazowieckim a warmińsko-mazurskim).

## Nazwa
Puszczę nazywano Zagajnicą (pierwsze użycie określenia w 1471 – puszcza częścią władztwa Janusza II), dodając określenia pochodzące od starostw, w których się znajdowała dana część kompleksu leśnego: Puszcza-Zagajnica Łomżyńska, Puszcza-Zagajnica Nowogrodzka i Puszcza-Zagajnica Ostrołęcka (zwana też Szkwańską). Istniała też Puszcza Myszyniecka, Puszcza Różańska, Puszcza Płodownicka oraz Mazuch (między Chorzelami a Przasnyszem).
W II połowie XVIII wieku upowszechniło się i utrwaliło określenia Puszcza Kurpiowska nawiązujące do mieszkańców potocznie zwanych Kurpiami. Wówczas też zaczęło się utrwalać wyobrażenie o Kurpiach jako dzielnym i walecznym ludzie. Z czasem wszystkie trzy Puszcze-Zagajnice nazwano Puszczą Zieloną. Nierzadko Zagajnicę oraz Puszczę Białą należącą do biskupów płockich określano jedną szeroką nazwą: Puszcza Kurpiowska. W XX wieku terminy te uległy zawężeniu i Puszczę Zieloną zaczęto utożsamiać z Kurpiowską. Nazwa Puszcza Zielona pochodzi od bujnej roślinności i zielonych borów sosnowych.
Czasem na określenie Puszczy Zielonej używano przymiotnika Północna, by odróżnić ją od położonej na południe od Narwi Puszczy Białej.

## Historia

### Prehistoria
Równina Kurpiowska, w obrębie której leży Puszcza Zielona, to piaszczysta równina sandrowa, która powstała w czasie zlodowacenia bałtyckiego na przedpolu lądolodu. Równina powstała z osadów zlodowacenia środkowopolskiego w stadium Warty. Większość obszaru równiny składa się z gleb rdzawych i bielicowych, które powstały z piasków gliniastych lub luźnych. W dolinach rzek występują torfy, mady i gleby mułowo-bagienne.
Na przełomie IX i VIII wieku p.n.e. dzisiejsza Równina Kurpiowska miała już ukształtowaną powierzchnię, na której występowały wydmy. Proborealny umiarkowany klimat doprowadził do rozwoju rzadkich lasów mieszanych albo tajgi o niewielkiej zwartości drzewostanu. Stopniowe ocieplanie wpływało na zwiększenie obecności sosny, która pojawiła się zwłaszcza na piaszczystych glebach. Między VI a IV tysiącleciem p.n.e., dzięki zmianom klimatycznym (ocieplenie), w dolinach rzek zwiększył się udział drzew liściastych (grab, dąb, lipa, leszczyna), podczas gdy na obszarach wydmowych dominowała sosna. Puszczę porastały bory sosnowe z dodatkiem świerka, brzozy i dębu. W okolicach cieków wykształciły się olsy i łęgi.

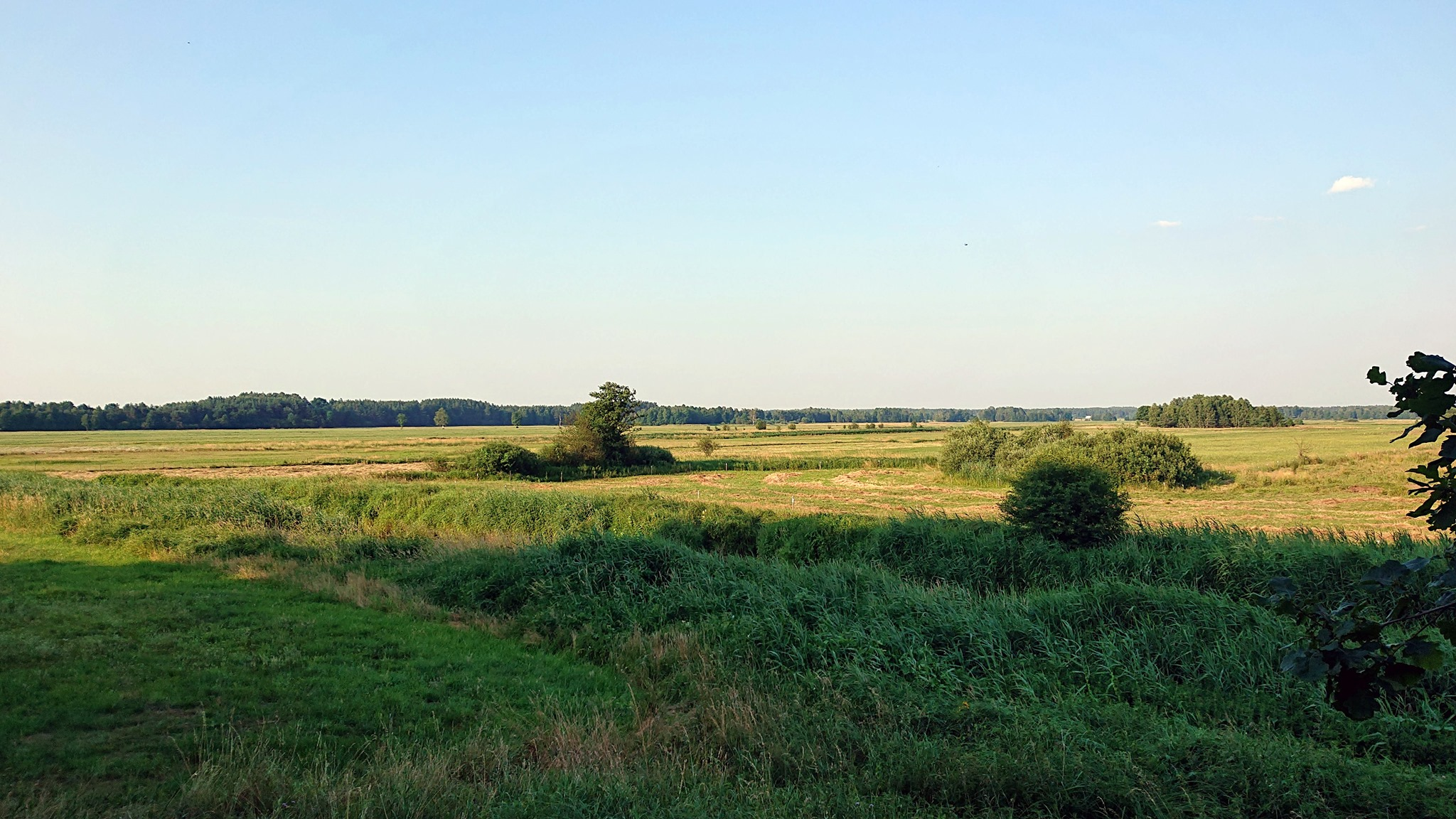
Dolina rzeki Orzyc w gminie Jednorożec

Pierwsze ślady zasiedlenia terenu obecnej Puszczy Zielonej znajdujemy ok. 10 tys. p.n.e. Gdy lądolód ustąpił, zaczęło się stopniowe zalesianie równiny sandrowej. Obozowiska paleolitycznych łowców reniferów, którzy przemieszczali się w ślad za stadami (kultura świderska), odkryto m.in. w Myszyńcu i na lewym brzegu Rozogi (Leśna Góra). Pozostałości po łowiecko-zbierackiej kulturze janisławickiej z mezolitu są nieliczne (przejściowe obozowiska i ślady obróbki krzemienia). W tym czasie zmienił się skład gatunkowy lasów. Wraz z pojawieniem się domieszki drzew liściastych teren zasiedliły jelenie, sarny, dziki, a w okolicach cieków bobry i wydry. Neolityczna kultura trzciniecka nie wchodziła na mało żyzne obszary lasów, a jej osady lokowano w pobliżu ujść do Narwi rzek: Omulwi, Rozogi i Szkwy. Przedstawiciele tej kultury, żyjący w czasach zwiększenia się odsetka sosny w składzie lasów w wyniku suchego i ciepłego klimatu kontynentalnego, prowadziły gospodarkę z przewagą łowiectwa i zbieractwa. W późnej epoce brązu zwiększyła się liczba stanowisk na terenie puszczy, ale ich zasięg na południu ograniczał się do doliny Orzyca. Do lasu udawano się tylko na polowania, by zbierać owoce laskowe, buczynę i owoce runa leśnego. Może puszczę wykorzystywano w celach bartniczych. Między VI a II wiekiem p.n.e. do puszczy od północy trafili przedstawiciele kultury kurhanów zachodniobałtyjskich. Pozostawione przez nich szczątki ceramiki znaleziono w środkowych biegach Omulwi, Szkwy i Orzycy. W okresie wpływów rzymskich omawiany obszar zasiedlali nieliczni przedstawiciele kultury przeworskiej. Generalnie puszcza stanowiła pustkę osadniczą. Niemniej stanowiska kultury przeworskiej znaleziono w Todzi i Dylewie. W kolejnych wiekach obszar puszczy nie został zasiedlony w większym stopniu przez plemiona germańskie i stopniowo przybywających tu Słowian.
Materialne ślady obecności ludzi w Puszczy Zielonej do powstania państwowości polskiej przechowywane są w muzeach: Państwowym Muzeum Archeologicznym w Warszawie, Muzeum Kultury Kurpiowskiej w Ostrołęce i Muzeum Historycznym w Przasnyszu.

### Okres wczesnopiastowski
W X wieku teren Puszczy Zielonej wszedł w skład monarchii wczesnopiastowskiej i był własnością Piastów. Puszcza stanowiła naturalną strefę graniczną i zaporową, broniącą przed plemionami pruskimi (Galindowie oraz Sasinowie). Do XII wieku puszcza mogła być czasowo i częściowo użytkowana przez bartników książęcych, stanowiących ludność służebną. Świadczyć może o tym istnienie osady Bartniki, która w źródłach pisanych pojawia się w 1413. Jej położenie na obrzeżach puszczy wiązało ją z grodami w Grudusku i Ciechanowie, które pojawiają się w XI w. Nazwa osady Świniary położonej na obrzeżach Puszczy Mazuch nawiązuje do książęcych służebników wypasających zwierzynę w lasach bukowych i mieszanych sposobem półpasterskim. Generalnie puszcza była użytkowana w niewielkim stopniu, bo książęta piastowscy mieli do dyspozycji dogodniej położone i bogatsze w zwierzynę kompleksy leśne (Puszcza Wiskicka na południowym Mazowszu z ostatnią ostoją turów w Europie).

### Wieki XII–XV

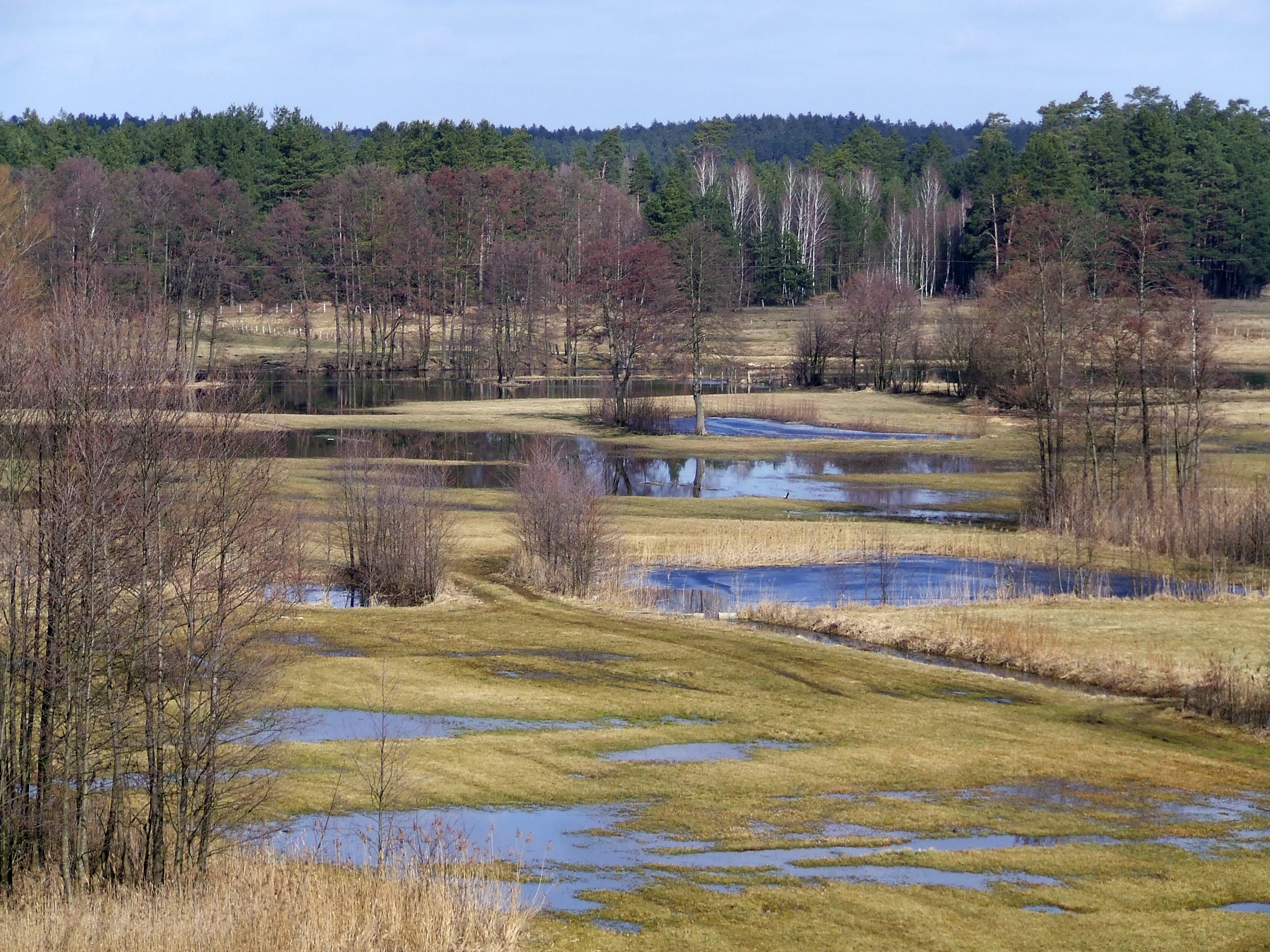
Rozlewiska Pisy w pobliżu Kozła

Dzisiejsza Puszcza Zielona nie ma nic wspólnego z nowożytną puszczą, a tym bardziej wczesnośredniowieczną. Puszcza składała się z lasów sosnowych i świerkowych przeplatanych lasem liściastym (dąb, lipa, brzoza, olcha, wiąz, osika, jesion, klon, grab, wierzba, topola, jawor, buk) z domieszką cisu i jałowca. Bogate było runo leśne (jałowiec, jarzębina, leszczyna, czeremcha, kruszyna, dzika grusza, dzika jabłoń, paproć, wrzos, borówka, jeżyna, głóg, dzika róża, malina, barszcz, trawy i porosty. W Puszczy Kurpiowskiej najdłużej na Mazowszu przetrwały żubry i niedźwiedzie. Zwierzynę stanowiły: tarpany, dziki, wilki, jelenie, łosie, borsuki, lisy, kuny, wiewiórki, zające, cietrzewie, kuropatwy, jarząbki, głuszce, bobry, wydry, a na bagnach żurawie i czaple. W puszczy gnieździły się dzikie pszczoły. W puszczy były jeziora (Rozoga, Karaska, Krusko), torfowiska, moczary, bagna i trzęsawiska. Oprócz Orzyca, Omulwi, Płodownicy, Szkwy, Rozogi, Pisy i Narwi występowało wiele nieistniejących dziś cieków i strug, które w czasie obfitych opadów występowały z brzegów i zalewały okolicę, powodując podtopienia i powodzie. Koryta rzek były zmienne.

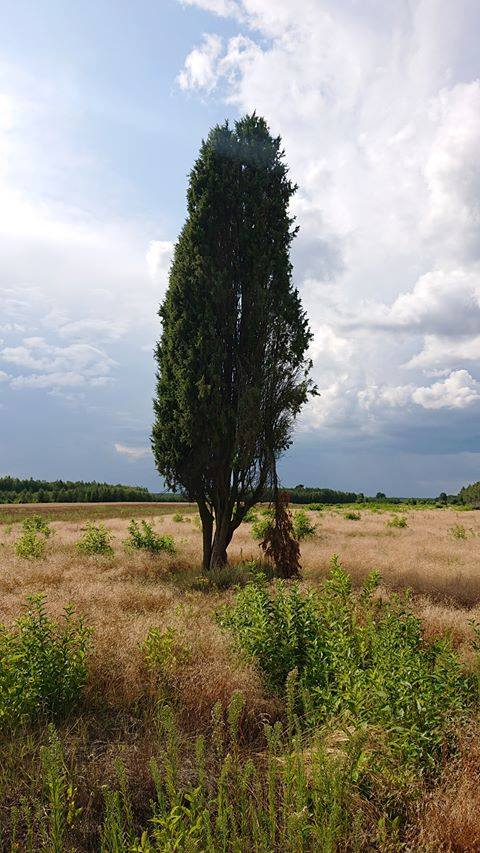
Jałowiec niedaleko wsi Jednorożec

Wskutek rozbicia dzielnicowego właścicielami puszczy zostali książęta mazowieccy. Na obrzeżach puszczy powstały niewielkie grody administracyjno-obronne (najprawdopodobniej blisko Nowogrodu, koło dzisiejszej Ostrołęki (Nowy Susk), Łomży i w okolicy Kozła. Osadnictwo rozwijało się bardzo powoli i głównie na obrzeżach Zagajnicy. W XIII wieku północno-wschodnie Mazowsze wyludniło się z powodu najazdów pruskich i jaćwieskich. Niemniej siatka osadnicza zagęszczała się przez nadania książęce. Nowi właściciele ziem starali się czerpać korzyści z terenów łowieckich i spieniężyć bartnictwo, by potomkowie mogli rozbudować majątki. W 1400 notujemy łowisku Płodownica nad rzeką o tej samej nazwie, które mogło być nadane w końcu XIII lub na początku XIV wieku. W XIII i I połowie XIV wieku próby odbudowy siatki osadniczej niweczyły najazdy litewskie. Za Kazimierza Wielkiego, kiedy Mazowsze przejściowo było polskim lennem, miał w Nowogrodzie powstać zamek i murowany kościół. W 1373 książę Siemowit III lokował na skraju Puszczy książęcą Ostrołękę. Jego syn Janusz I władał nad całym Mazowszem północno-wschodnim i zaczął nadawać ziemię na prawie rycerskim zasłużonym współpracownikom (Dylewo – nadanie w 1393, Białobrzeg). Puszcza zyskała na znaczeniu. W 1401 Janusz I zawarł w statutach mazowieckich pierwsze regale bartne. W końcu XIV i na początku XV wieku puszczy stała się najważniejszym książęcym łowiskiem. Powstały dwory książęce w Nowogrodzie i Ostrołęce, a w puszczy dwór myśliwski Szkwa nad dolnym biegiem rzeki Szkwy. Możliwe, że dworem książęcym była Przejma (dziś Przejmy) na zachodnim skraju Zagajnicy notowana jako miejsce pobytu księcia Bolesława IV podczas łowów w 1442. Zorganizowano miejscową służbę łowiecką, która była przygotowana do prowadzenia polowań z naganką psów myśliwskich. Nadane przez księcia dobra ich nowi właściciele, rycerze, zagospodarowywali i zasiedlali osadnikami. Na przełomie XIV i XV wieku powstały świątynie w Łomży i Ostrołęce. W 1418 prawa miejskie otrzymała Łomża, w 1425 Kolno, a w 1427 Nowogród i Przasnysz. W 1495 Zagajnica stała się częścią księstwa czersko-warszawskiego. Mamy poświadczenia pobytu w Puszczy na łowach lub odpoczynku książąt Bolesława i Janusza, synów Janusza I, następnie Konrada III Rudego, księżnej Anny z synami i Janusza III.

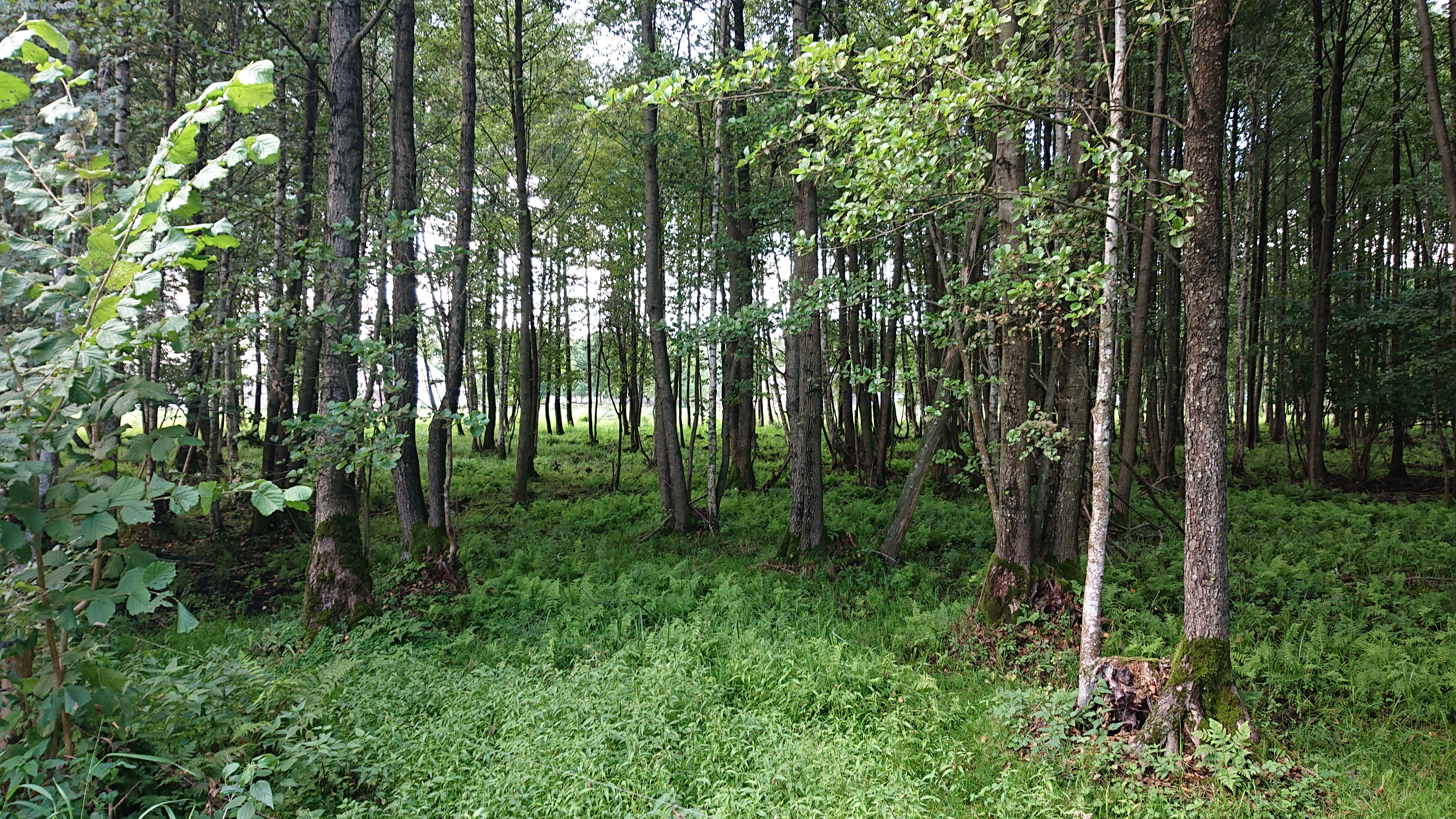
Ols w pobliżu wsi Olszewka

### Wieki XVI–XVIII
Od połowy XVI wieku klimat zmieniał się w kierunku kontynentalnego, co spowodowało ochłodzenie z apogeum w II połowie XVII wieku. Ocieplenie nastąpiło na początku XVIII wieku, co wpłynęło na częste powodzie. Warunki te sprawiały, że w okresie nowożytnym zmieniał się skład fauny i flory Puszczy Zielonej.
Po śmierci Janusza III (1526) księstwo mazowieckie z Puszczą Zagajnicą inkorporowano do Korony. Stał się własnością królów polskich jako część województwa mazowieckiego oraz ziem: ciechanowskiej i łomżyńskiej. W każdej ziemi przedstawicielem króla była starosta. Lasy nie były karczowane. Puszcza, która liczyła wówczas około 1900 km², zaczęła być coraz bardziej eksploatowana i zasiedlana w celu zwiększenia dochodu z dóbr. W tym zakresie zasłużyli się: królowa Bona, która do 1556 rozwijała starostwo ostrołęckie, a także starostwie łomżyńscy Radziejowscy (I połowa XVII wieku). W 1542 prawa miejskie nadano Chorzelom.

Jako królewszczyzna Zagajnica stanowiła rezerwat myśliwski, na terenie którego znajdowały się trzy dwory myśliwskie: Krusko, Rososza i Szkwa. Korzystali z nich władcy i ich dwory podczas organizowanych w puszczy polowań na żubry, tury, łosie i niedźwiedzie. Wiemy, że w puszczy na łowach przebywali: w 1578 Stefan Batory i w 1590 Zygmunt III Waza. Do królewskich łowów w puszczy nawiązują także kurpiowskie piosenki, np.: Posed nas pan na łowy / Do zielonej dąbrowy.

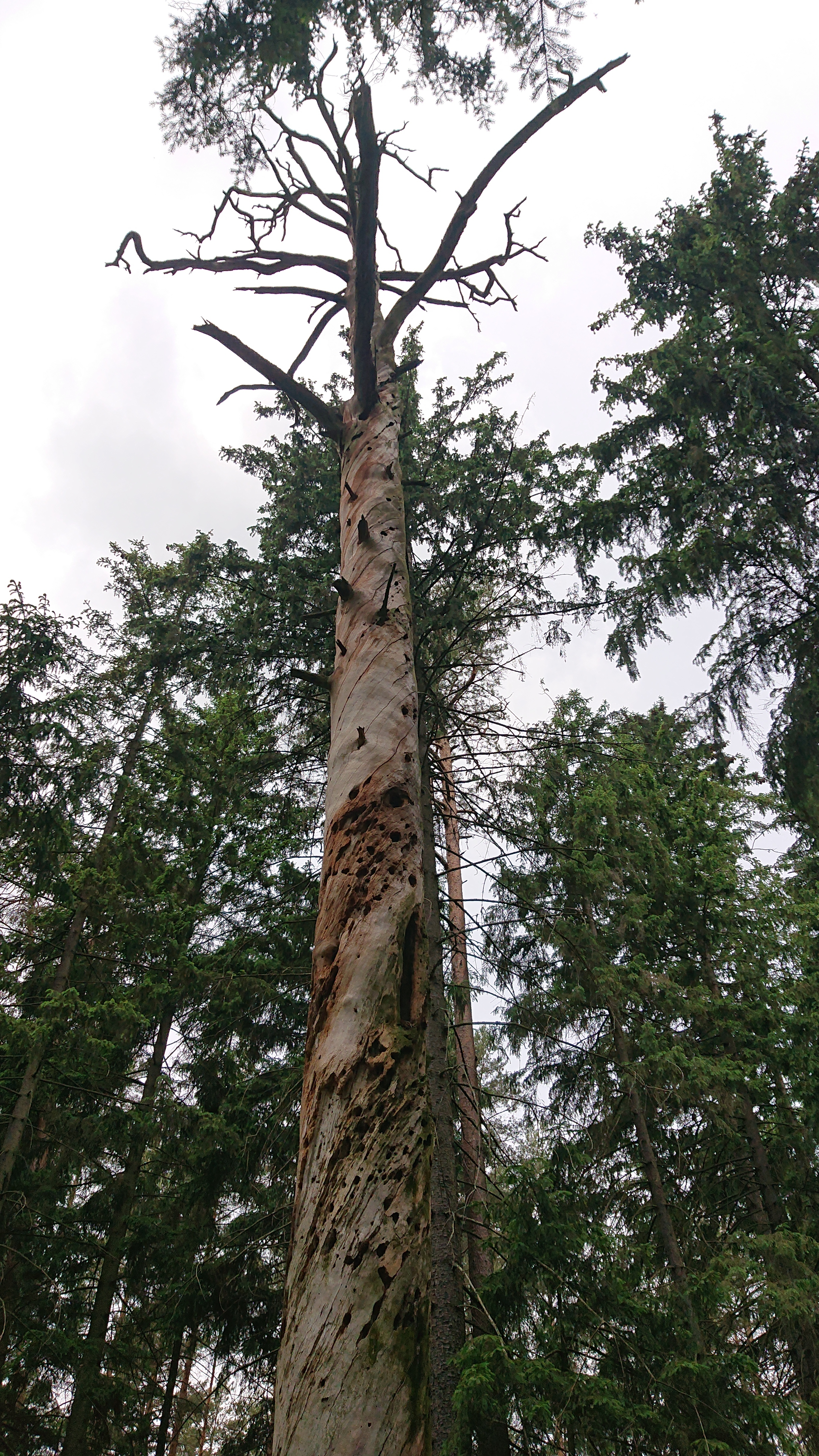
Suche drzewo bartne w Rezerwacie Czarnia

Przełom XVI i XVII wieku to początek stałego osadnictwa w puszczy. Osadnicy pochodzili głównie z coraz bardziej przeludnionego Mazowsza, np. majątków szlacheckich. Byli wśród nich szlachcice i banici. Część osadników przywędrowała z Prus Książęcych. Tych, którzy osiedlali się w borze, zaczęto nazywać Kurpiami (od noszonego przez nich obuwia wykonanego z lipowego łyka). Nazwę nadali im mieszkańcy terenów poza puszczą. Słabe gleby, rozlewające się szeroko rzeki, bagna i mokradła sprawiały, że ludność zajmowała się głównie bartnictwem, smolarstwem, myślistwem, rybołówstwem oraz wydobyciem i obróbką bursztynu.
Bartnictwo stanowiło dochodowe rzemiosło leśne, bowiem miód był podstawowym słodzikiem, a sfermentowany stanowił podstawę miodu pitnego. W 1559 starosta przasnyski Krzysztof Niszczycki herbu Prawdzic nadał bartnikom w starostwie przasnyskim i ciechanowskim prawo bartne, które określało zasady życia gospodarczego, zachowań społecznych i norm moralnych w społeczności bartników. Nad przestrzeganiem prawa czuwał starosta bartny, szanowany i osiadły w regionie szlachcic. Bartnik był wieczystym dzierżawcą boru. Nadanie prawa miało miejsce prawdopodobnie w 1589. Podobny dokument dla starostwa ostrołęckiego i łomżyńskiego w 1616 przygotował Stanisław Skrodzki z Kolna. Kodyfikację zatwierdził starosta łomżyński Adam Kossobucki. Oba wspomniane zbiory prawa bartnego zawierały przepisy spadkowe, karne i procesowe.

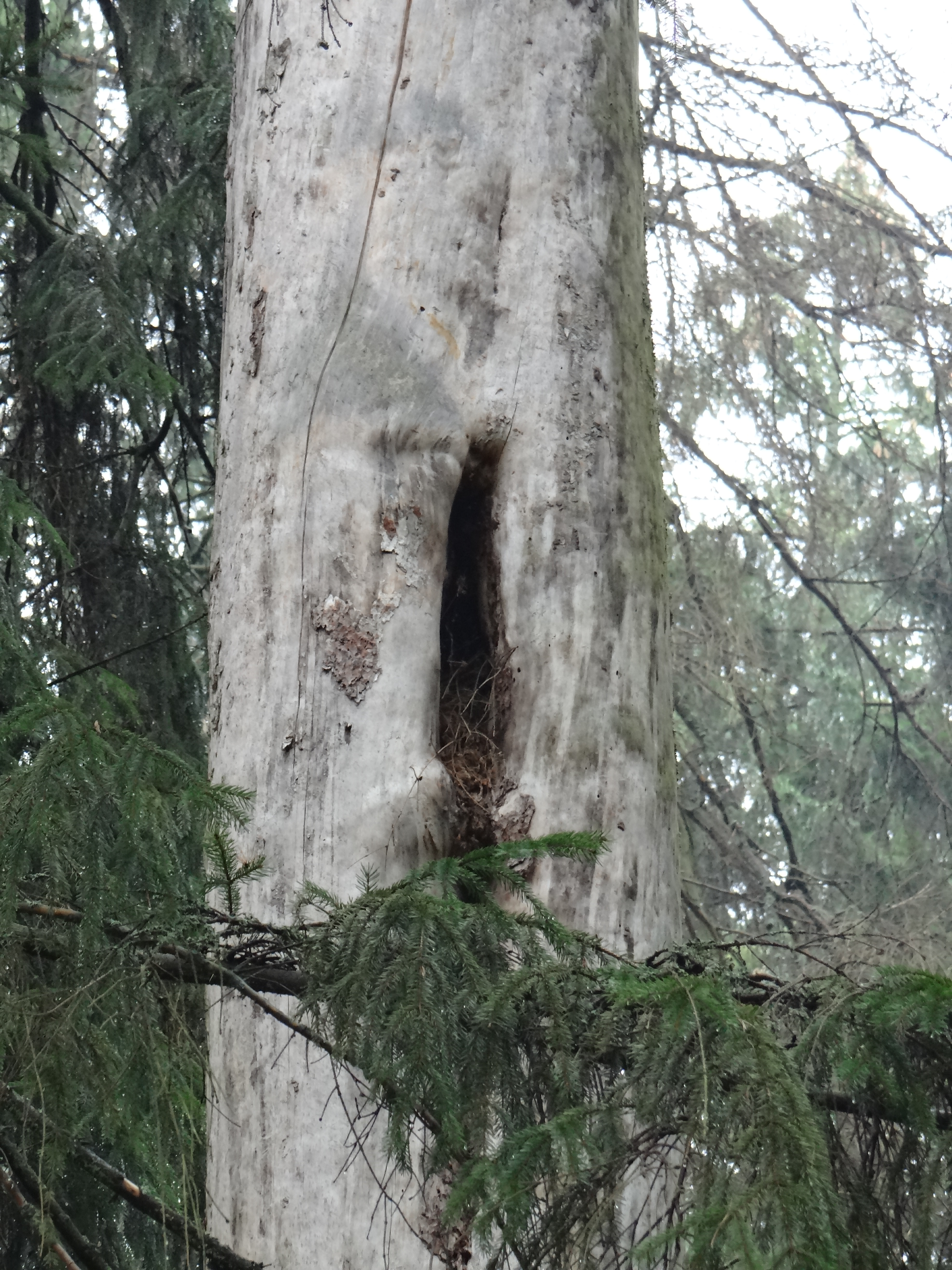
Barć w suchej sośnie w Rezerwacie przyrody Czarnia

Bartnicy pochodzili z różnych warstw społecznych. Byli wśród nich chłopi z dóbr królewskich, mieszczanie z Nowogrodu, Kolna, Chorzel i Przasnysza (ci byli najzamożniejsi), a także drobna szlachta. Bartnicy-gospodarze mieli wyznaczone bory (60 barci), w których prowadzili gospodarkę leśną hodowlę pszczół. Drzewa znaczyli znakami bartnymi. Mniej liczni bartnicy chrostowi zakładali barcie obok przynależnych im na mocy przywilejów łąk i zarośli. Bartnicy luźni nie mieli wydzielonych borów, a najmowali się do pracy przy cudzych barciach, zakładali nielegalne hodowle pszczół i podbierali miód i łyko bartnikom-gospodarzom.

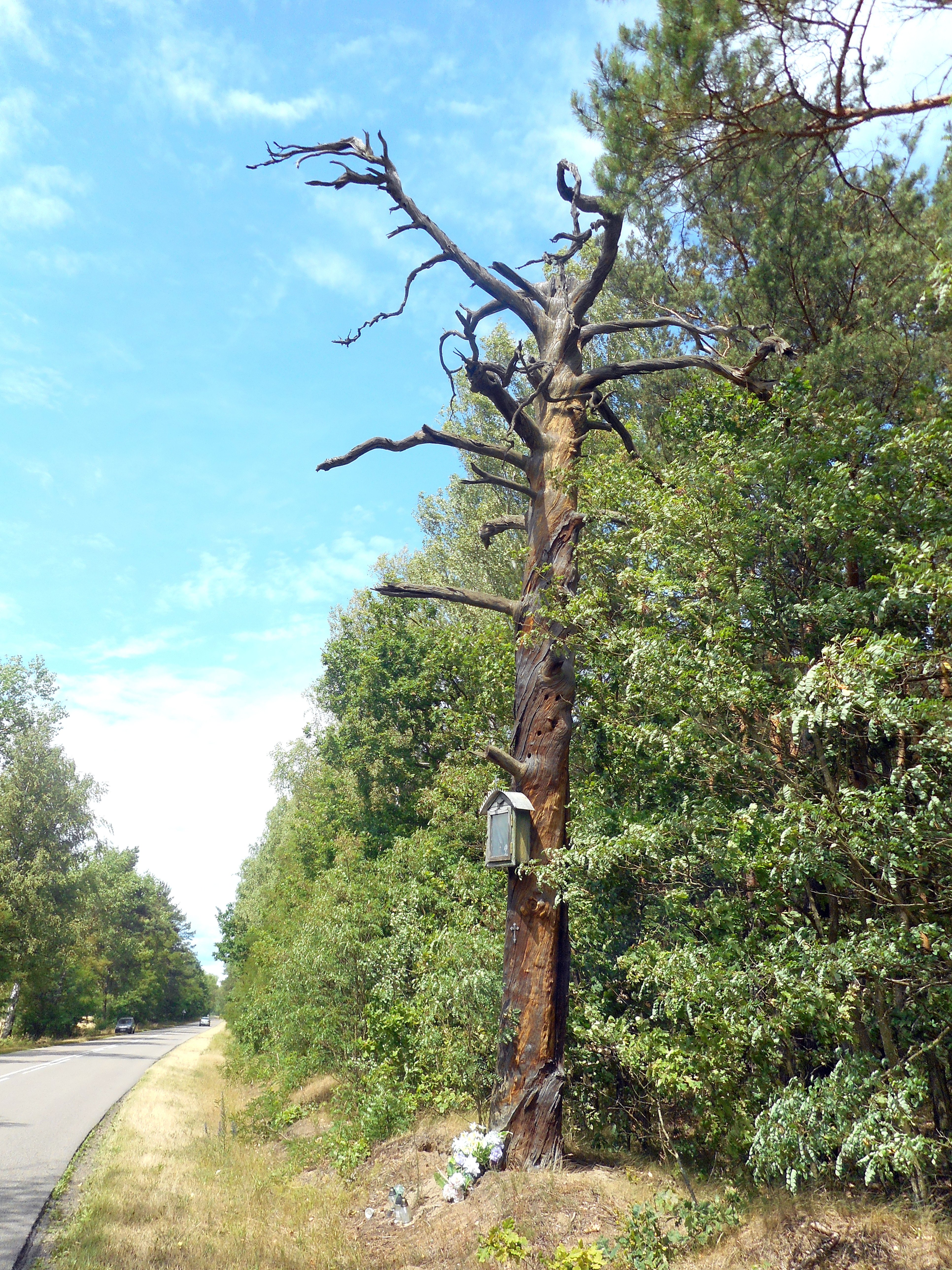
Sucha sosna bartna między Małowidzem a Połonią

Właściciel 60 barci corocznie oddawał staroście grodowemu od 6 w XVI wieku do 16 garncy miodu w XVIII wieku. Pozwolenie na polowanie na grubą zwierzynę kosztowało bartnika skórki z kun lub tzw. kunowe (15 groszy) oraz stożek siana dla strzelców królewskich. Prace w barciach kończono uroczyście, osobiście oddając dań miodową staroście. W Przasnyszu odbywało się to w dniu św. Michała Archanioła (29 września), w Nowogrodzie i Łomży w dzień św. Mateusza Apostoła (21 września), zaś w Ostrołęce zaś na św. Jadwigę (16 października). O dochodach bartników z Puszczy Zielonej informują lustracje dóbr królewskich. W 1636 na terenie starostwa łomżyńskiego bartnicy wytwarzali rocznie 40 beczek miodu o wartości 1 200 florenów. W 1660 bartnicy z Jednorożca oddawali dań miodową wartą 198 florenów i 6 groszy. Choć po potopie szwedzkim liczba osadników w puszczy wzrastała, nie przekładało się to na zwiększenie dani miodowej i np. do 1800 bartnicy z Jednorożca, Olszewki i Parciak oddawali 40 rączek miodu.
Gdy w XVI i XVII wieku zwiększał się nacisk wywierany na mieszkańców puszczy przez starostów pragnących zwiększyć dochody, samorząd bartny odwoływał się do sądu królewskiego. Od 1599 bartnicy nowogrodzcy mieli prawo brania drzewa z puszczy we wtorki, czwartki i soboty oraz użytkowania wyznaczonych łąk. Zygmunt III Waza 20 grudnia 1630 wydał w Tykocinie przywilej dla bartników nowogrodzkich gwarantujący im prawo bartne i zachowujący na tym samym poziomie opłaty za korzystanie z Zagajnicy. Bartnicy dostali pozwolenie na łowienie ryb w określonych miejscach, osiedlanie się w budach w puszczy i zastawianie sideł na drobną zwierzynę (pozostałe zwierzęta stanowiły królewskie regalia). Podobny przywilej dla bartników ostrołęckich wydał w 1634 Władysław IV Waza. Zagwarantowali go: w 1660 Jan Kazimierz, w 1673 Michał Korybut Wiśniowiecki. Przywilej dla bartników przasnyskich potwierdził w 1650 Jan Kazimierz, w 1699 August II, w 1748 August III, a w 1766 Stanisław August Poniatowski.
Włościanie mieszkający w osadach w puszczy mieli obowiązek odrobić pańszczyznę. Przekonanie, że tego nie robili, to jeden z najważniejszych mitów budujących tożsamość Kurpiów. W rzeczywistości pracowali w majątkach starościńskich podczas żniw, oddawali też określoną ilość fur warszawskich. Kurpie na zachodnim skraju Puszczy Zielonej odrabiali pańszczyznę w wymiarze symbolicznym (Brodowe Łąki, Oborczyska, Czerwińskie, Bakuła – 1 dzień w tygodniu z 1 gospodarstwa). W Jednorożcu jedno gospodarstwo pracowało niewiele ponad 3 dni rocznie i zobowiązane było do 3/4 podwody (1 podwoda to ok. 6 dni). Prace wykonywano m.in. w prywatnych majątkach starosty przasnyskiego. W 1750 starosta ostrołęcki Jan Małachowski zamienił pańszczyznę na czynsz. Odtąd jedynie Łodziska i Obierwia odrabiały pańszczyznę w folwarku w Dylewie.
W I połowie XVIII wieku sądy roczne dla bartników z Puszczy Mazuch i Płodownickiej przeprowadzano w Jednorożcu zamiast w wyznaczonym prawem bartnym Przasnyszu. Zapisy z zachowanej księgi sądu bartnego (1710–1760) przekonują o XVIII-wiecznej dewaluacji prawa bartnego. Bartnictwo stanowiło bowiem pracę dodatkową. Karczunek lasów zmniejszał możliwość bartnicze, a umożliwiał rozwój rolnictwa, choć to ze względu na niską jakość ziemi i ekstensywny charakter upraw nie mogło stanowić wystarczającego źródła utrzymania. Niemniej do końca istnienia I RP bartnicze przywileje chroniły niezależność Puszczaków.
Bartnictwo nie było jedynym zajęciem mieszkańców puszczy. Rozwijało się wydobycie rudy darniowej, która w Puszczy Zielonej występowała w obfitych ilościach. Mimo niewielkiej zawartości żelaza w rudzie, produkcja była opłacalna z powodu obfitości węgla drzewnego, który był niezbędny przy wytopie, oraz łatwości zbytu żelaza, którego nie trzeba było już kupować w ośrodkach w Małopolsce. Pierwszą kuźnicą w regionie była Ruda Skrodzka, powstała koło Nowogrodu w II połowie XV wieku. Zlikwidowano ją ok. 1570 z powodu wyczerpania się zasobów rudy i drewna. W 1592 Anna Jagiellonka pozwoliła na budowę 4 nowych pieców do wytopu żelaza w Rudzie Olszewce. W 1596 za zgodą Anny Habsburżanki zaczęto eksploatować rudę w okolicach dzisiejszego Czarnotrzewia. Na przełomie XVI i XVII wieku w puszczy istniało 7 kuźnic. Lokalizowano je głównie w dolnym i środkowym biegu Omulwi. Proweniencję związaną z rudą darniową ma miejscowość Żelazna w powiecie przasnyskim. Kuźnię żelaza zorganizowano też w Rudzie Czarni (pierwsza wzmianka w 1608), Rudzie Leman (wspomniana w lustracji z 1605), na Rozodze (ruda Lelis) i w Oborczyskach.

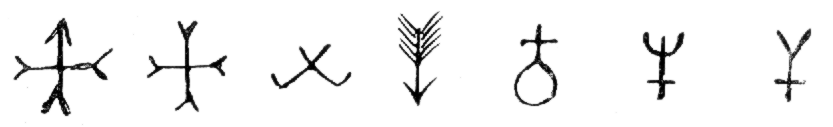
Znaki bartne z Puszczy Mazuch i Płodownickiej (1710–1760)

Rozwijało się smolarstwo i węglarstwo. Wieś Rudy w starostwie ostrołęckim w 1661 miała 4 piece smolne. Lustracja dzierżawy ostrołęckiej z 1661 wymienia 10 smolarzy. Wypalanie węgla drzewnego i smoły łączyło się z produkcją potażu i popiołu. Smolarze przybywali do puszczy m.in. z Prus, o czym informuje wspomniana lustracja.
W Zagajnicy występowały obfite złoża bursztynu. Znajdowano je na powierzchni ziemi, na łąkach, pastwiskach, odławiano z rzek i stawów. Natrafiano na niego przy kopaniu studni, w czasie prac polowych. Bursztyn obrabiano przy pomocy ręcznych tokarek. Jego wydobycie było niegdyś ważnym zajęciem miejscowej ludności. Bursztyn odgrywa też rolę w miejscowej kulturze ludowej. Z bursztynu wytwarzano korale, guziki, różańce, kolczyki, serduszka, krzyżyki i inne przedmioty.

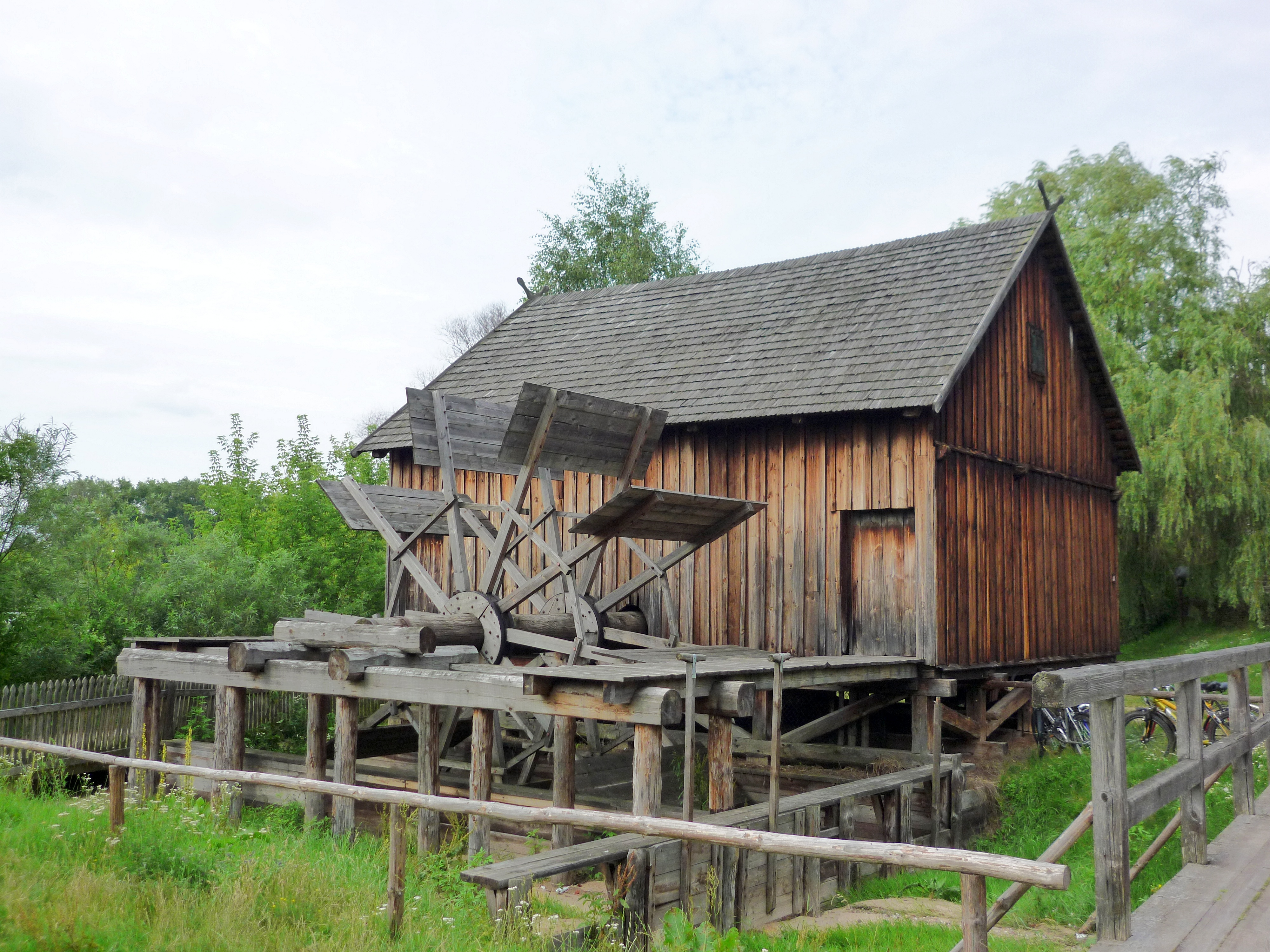
Młyn wodny z Dobrego Lasu w Skansenie Kurpiowskim w Nowogrodzie

Zbieranie bursztynu, podobnie jak myślistwo i rybołówstwo, łączono prawdopodobnie z wydobyciem bursztynu. Wytop żelaza z rud darniowych, smolarstwo i produkcja węgla drzewnego prowadziły do wyniszczania drzewostanu. Nad stanem lasów czuwali powołani przez starostów strzelcy. Nierzadko rekrutowali się z drobnej szlachty z obrzeży puszczy. Osadzani w dworach myśliwskich, mieli za zadanie brać udział w polowaniach królewskich oraz pilnować zwierzyny. Wynagrodzenie za służbę było stosunkowo niskie, mogli jednak swobodnie polować, zajmować się bartnictwem, czasem dostawali kilka łanów ziemi. Z puszczą związani byli też młynarze z wielu młynów, które działały przy puszczańskich rzekach, a także rzemieślnicy z okolicznych miast zaopatrujący się w borach w surowiec drzewny.

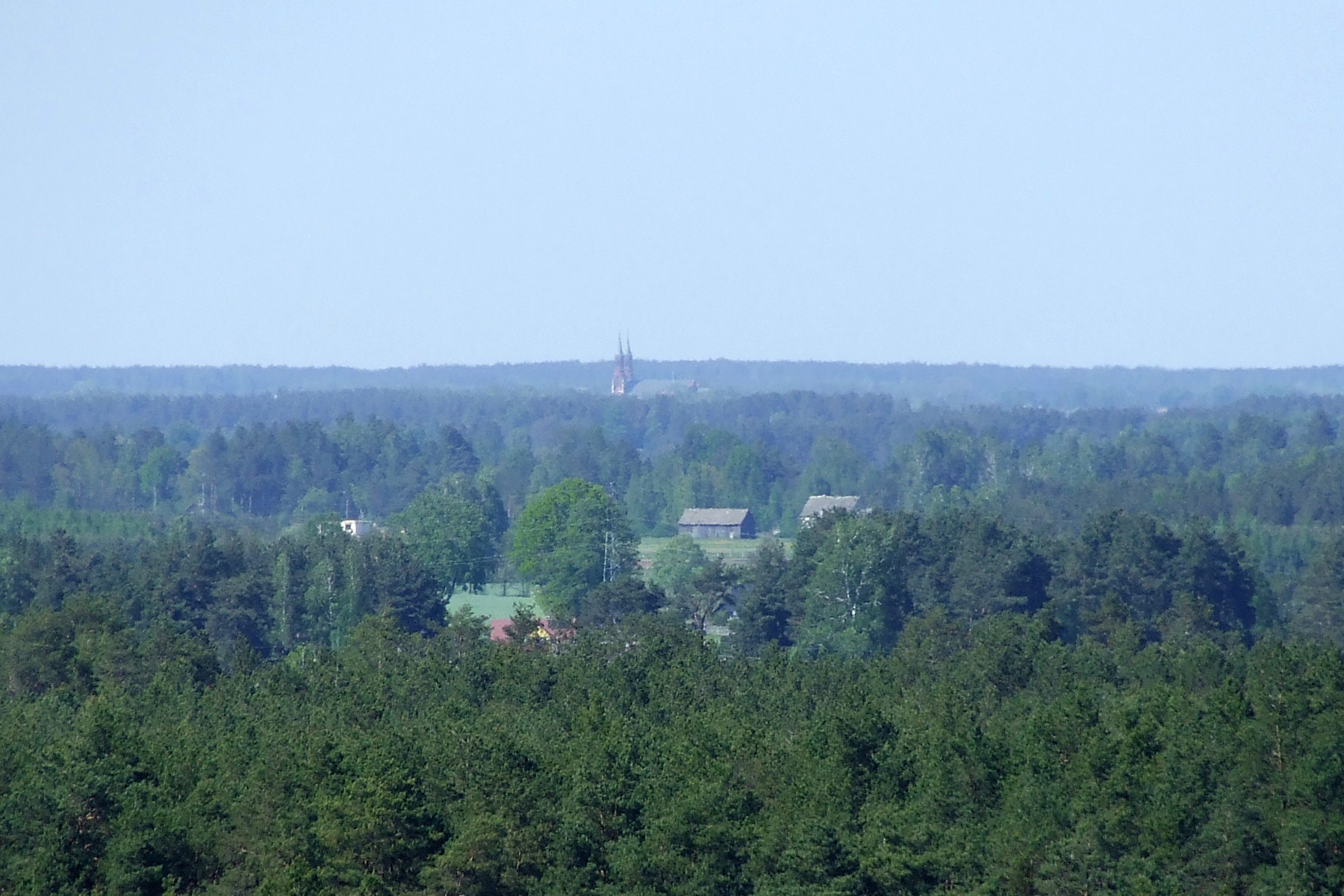
Kościół w Myszyńcu widziany z dostrzegalni przeciwpożarowej w Podgórzu (ok. 12 km)

W połowy XVII wieku w puszczy nie było żadnych struktur administracji kościelnej. Niektórzy mieszkańcy boru nigdy nie widzieli katolickich księży, za to mieli styczność z protestantami przekraczającymi pruską granicę, prowadzącymi misje. Sporadyczne wyprawy katolickiego duchowieństwa do puszczy w formie misji finansowanych przez Łukasza Opalińskiego i Tomasza Ujejskiego nie przynosiły trwałych rezultatów. W 1650 królowa Ludwika Maria Gonzaga wsparła prowadzone przez jezuitów z Łomży misje. W Myszyńcu powołano misję kolegium łomżyńskiego. Niecały rok później królowa ufundowała w Myszyńcu kaplicę i wystarała się u Jana Kazimierza o przywilej dla wsi na trzy doroczne targi, z których dochód miał zasilać parafię. W 1651 biskup płocki Karol Ferdynand Waza zlecił jezuitom opiekę nad mieszkańcami starostwa łomżyńskiego i ostrołęckiego. Misja w Myszyńcu wpłynęła na rozwój sieci parafialnej w Puszczy Zielonej.
W XVII wieku wojny ze Szwecją i wtargnięcie do puszczy wojsk szwedzkich wyniszczyły lasy. W Zagajnicy na terenie od rzeki Orzyc do Kolna działały oddziały partyzanckie blokujące ruchy wojsk szwedzkich. Między 1564 a 1676 drastycznie spadła liczba ludności Łomży, Nowogrodu, Kolna i Ostrołęki. Po potopie do puszczy napłynęło wielu nowych osadników z Mazowsza i innych części Korony (zbiegli chłopi, przestępcy, osadnicy z Prus). Na sejmie walnym puszczę nazwano jaskinią łotrów. W 1667 sejm uchwalił konstytucję, wedle której zbiegli do Zagajnicy chłopi mieli być wydawani panom feudalnym. Puszczacy mieli płacić podatki. Populacja mieszkańców Zagajnicy mogła wynosić do 3 tysięcy osób. W puszczy pod koniec lat 60. XVII wieku mogło być ok. 50 skupisk ludności (małe wioski i osady, pojedyncze, nierzadko sezonowe siedliska przy hutach żelaza, smolarniach i węglarniach).
Mieszkańcy puszczy włączyli się w działania zbrojne podczas III wojny północnej (1704 – bitwa pod Kopańskim Mostem, starcia w latach 1706–1709). Zniszczeń w Puszczy Zielonej dopełniła zaraza z lat 1710–1711. W 1707 w Zagajnicy mieszkało 10 tysięcy ludzi, po epidemii populacja spadła szacunkowo zmniejszyła się o 20%. W latach 1733–1734 Kurpie walczyli u boku Stanisława Leszczyńskiego, popierając jego prawa do polskiego tronu w starciu z Augustem III. Pod Jednaczewem koło Łomży stoczono bitwę, w której udział miał brać legendarny puszczański bohater Konwa.
Mimo trudnej sytuacji politycznej i okresowych klęsk rozwijała się sieć osadnicza i parafialna. W 1740 dzięki zabiegom starosty ostrołęckiego Jana Małachowskiego powstała parafia Kadzidło, w 1738 kaplica w Baranowie (parafia od 1778). Przed 1724 powstała kaplica w Brodowych Łąkach, w 1775 w Lipnikach. W II połowie XVIII wieku Zagajnica była zaludniona. W roku 1776 puszczę zamieszkiwało ok. 12 tysięcy osób. W 1771 puszczacy wsparli konfederatów barskich, w 1794 wzięli udział w powstaniu kościuszkowskim.
W XVIII wieku w Puszczy Zielonej zanika ożywienie osadnicze. Pojawia się ruch na zewnątrz, tzn. przeniesienie co najmniej 300 Kurpiów z Puszczy Zielonej do Puszczy Białej, dokąd sprowadzili ich biskupi płoccy.
Teren coraz mniej przypominał puszczę. Karczunek lasów odsłonił wydmy, a wypas zwierząt przyczyniał się do niszczenia młodych drzew, które mogłyby pokryć teren, dodatkowo odkrywał piasek. Nie bez znaczenia było poszukiwanie bursztynu, zbieranie ściółki leśnej i mchu, brak opieki nad wyjałowionymi polami, a później także kopanie na wzgórzach dołów na ziemniaki. Problemy pogłębiała zmiana klimatu. Coraz częściej zauważano niszczącą siłę piasku, który zagrażał dominującym w krajobrazie łąkom, pastwiskom i polom uprawnym. Nie stanowiły one zwartego obszaru, wdzierały się do lasów, tworząc tzw. kawały. Uprawiano żyto, owies, jęczmień, grykę tatarkę, pszenicę jarą, groch, proso. Pojawiły się rzepak, konopie i kapusta. W kolejnym wieku zaczęły dominować ziemniaki. Uprawiano też len i tytoń.

### Wiek XIX

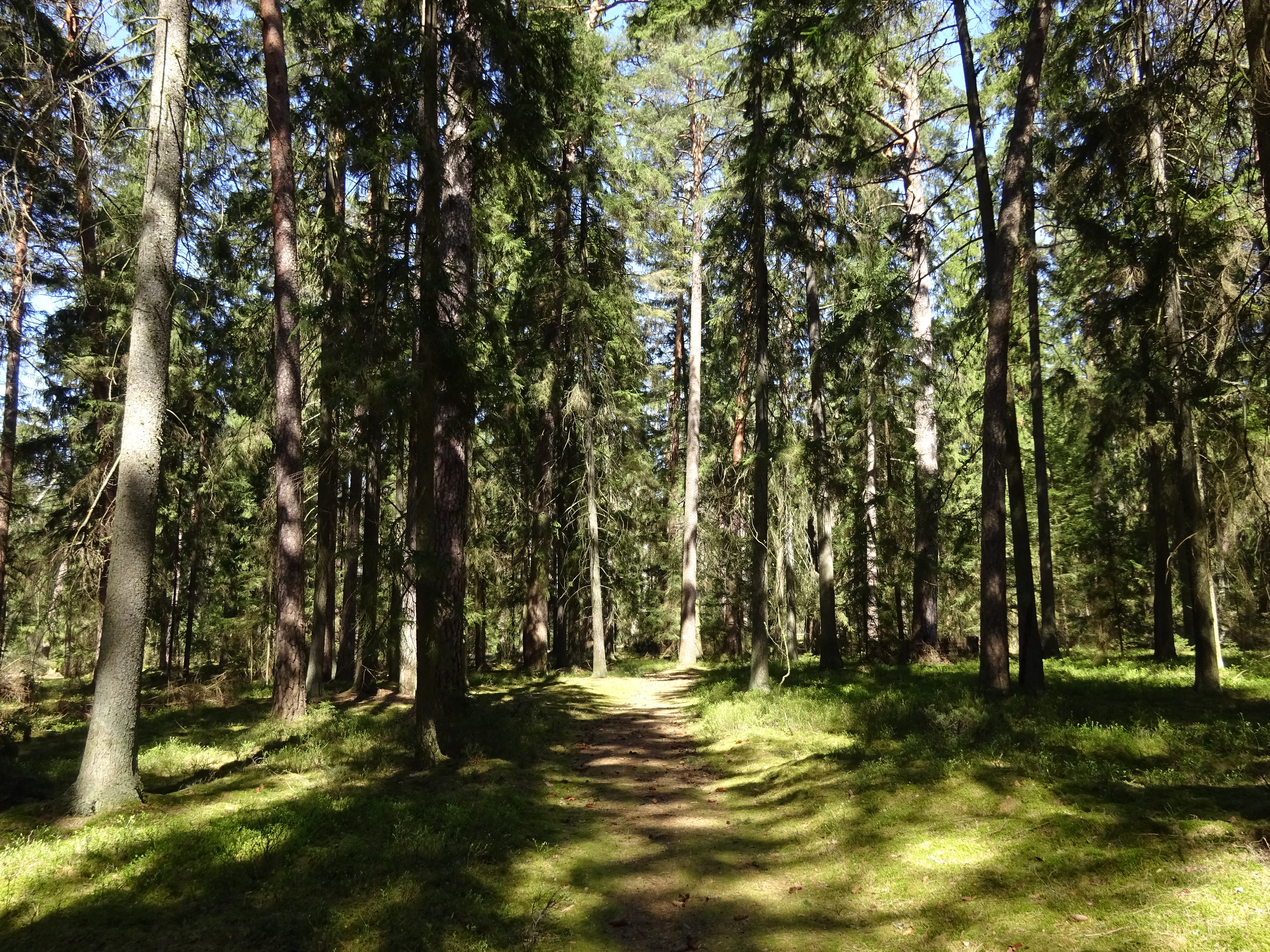
Rezerwat przyrody Czarnia – fragment zachowanej Puszczy Kurpiowskiej

Po III rozbiorze Puszcza Zielona została włączona do państwa pruskiego (prowincja Prusy Nowowschodnie). Prusacy, uznając bartnictwo za rabunkową formę gospodarki leśnej, rozpoczęli likwidację barci. Wprowadzili czynsze i opłaty za korzystanie z lasów. W 1799 w Zagajnicy nieczynnych było 4 tys. barci. Do 1806 zniszczono 1,2 tys. barci. W 1801 zniesiono sądy bartne i wprowadzono prawodawstwo pruskie. W latach 1837–1840 wydano zakaz utrzymywania barci w lasach. Po 1800 zlikwidowano starostwa i stworzono ekonomie, którymi zarządzała Komisja Skarbu. Prusacy prowadzili w puszczy rabunkową gospodarkę. Po bitwie pod Ostrołęką w 1807 działania wojenne prowadzone w rejonie Omulwi przyniosły znaczne szkody w Puszczy Zielonej.
Za czasów Księstwa Warszawskiego, w 1807, uchwalono przepisy o organizacji i administracji dóbr, lasów i domów. Gospodarką leśną zajęła się Generalna Dyrekcja Dóbr i Lasów Narodowych. Podzieliła lasy na leśnictwa. W 1813 omawiany obszar przejęli Rosjanie. W 1815 powstało Królestwo Polskie. Leśnictwa stały się niezależnymi jednostkami administracji w puszczy. W Zagajnicy postępowały procesy osadnicze. Rozwijała się sieć parafialna. W 1819 przy kaplicy w Brodowych Łąkach na stałe zamieszkał duchowny ksiądz, podobnie było w 1821 w Turośli.

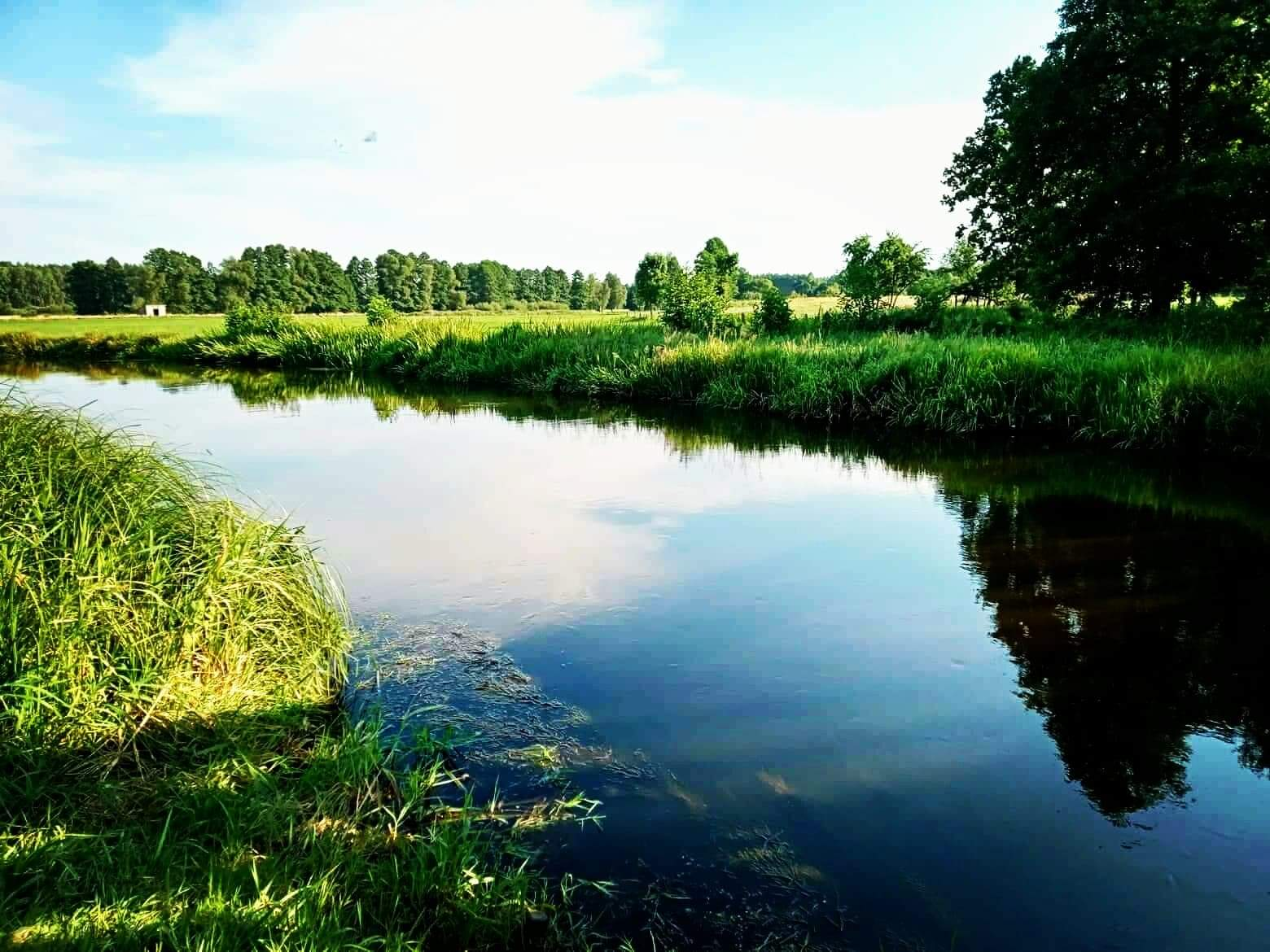
Rzeka Omulew

Podczas powstania listopadowego oraz styczniowego w Zagajnicy miały miejsce liczne bitwy i potyczki z zaborcą. Karą za wsparcie powstania była utrata praw miejskich przez Myszyniec i Chorzele (1869). W 1867 w wyniku ukazu carskiego wprowadzono zmiany administracyjne. Puszcza Zielona znalazła się w granicach trzech powiatów: przasnyskiego (gminy Baranowo, Jednorożec i Zaręby w guberni płockiej), ostrołęckiego (gminy Dylewo, Myszyniec, Nasiadki, Wach w guberni łomżyńskiej) oraz powiatu kolneńskiego (gminy Gawrychy, Łyse, Turośl w guberni łomżyńskiej). W 1838 erygowano parafię w Lipnikach. Od 1861 w Dąbrówce na stałe rezydował ksiądz. Następowały zmiany w technice upraw rolnych, a coraz gęstsza sieć osadnicza z czasem zaczęła skutkować przeludnieniem. Uwłaszczenie chłopów na terenie Puszczy Zielonej przebiegało wolniej niż w innych częściach Królestwa Polskiego. Gospodarstwa rzadko miały więcej niż 20 mórg, a ziemie były nieurodzajne. Ubóstwo i szybki przyrost liczby ludności skutkowały czasową lub stałą emigracją. Na zarobek udawano się za Przasnysz lub za Kolno, a także do Prus Wschodnich. Za oceanem osiedlano się w Stanach Zjednoczonych, Brazylii i Argentynie.
Carski ukaz z 1886 zmienił strukturę administracji leśnej w Puszczy Zielonej. Wówczas prawdopodobnie powstało Leśnictwo Myszyniec. Nadal rozwijała się sieć osadnicza i parafialna. Do końca I wojny światowej powstało 8 nowych parafii (Łyse 1870, Zbójna 1892, Dąbrówka 1894, Czarnia 1899, Zalas 1903, Leman 1906, Parciaki 1909, Jednorożec 1916).

### Wiek XX

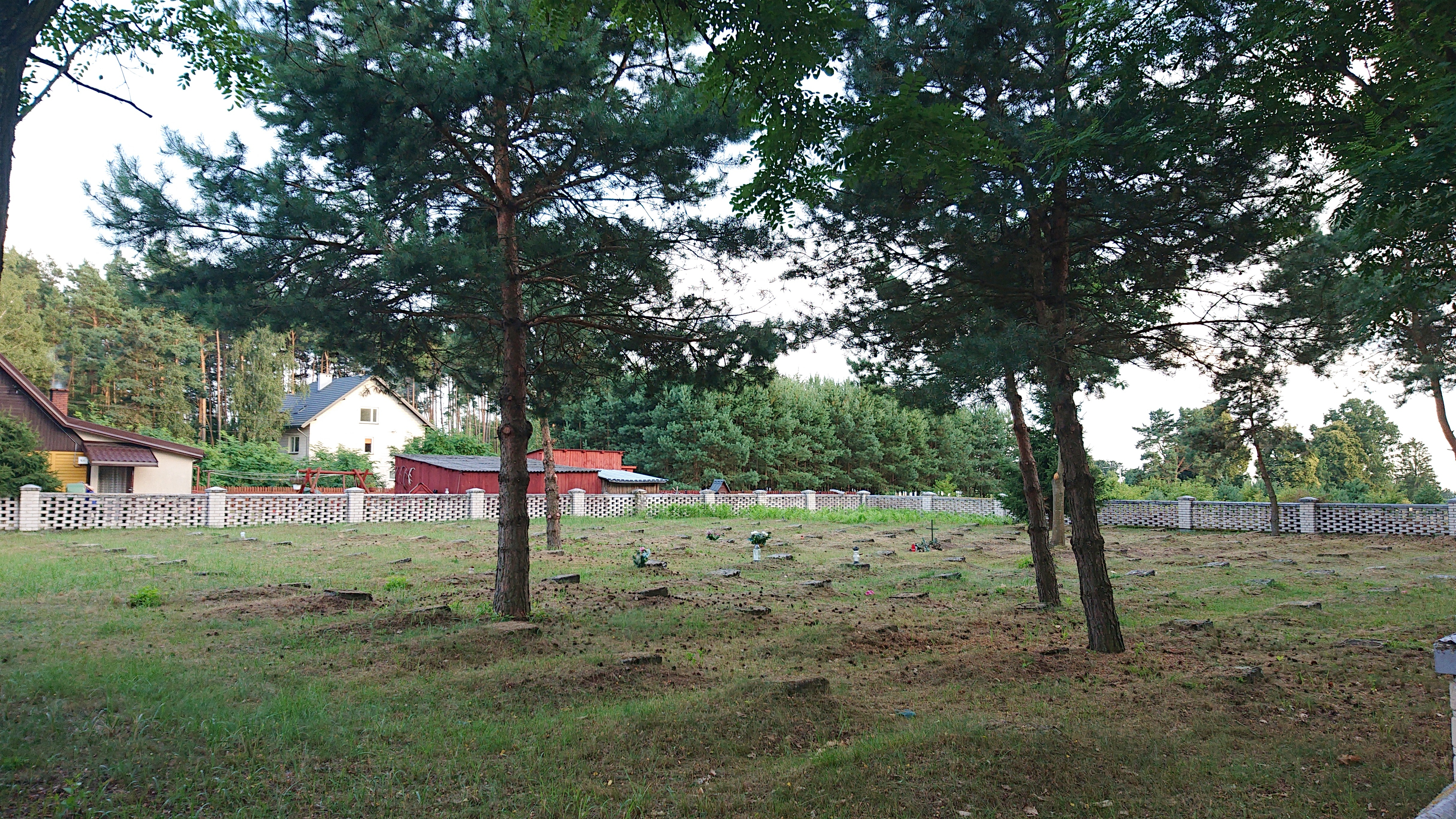
Cmentarz wojenny w Budach Rządowych

Kiedy w 1915 Królestwo Polskie zajęli Niemcy, Puszcza Zielona ponownie stała się miejscem rabunkowej polityki zaborcy. Od ludności żądano podwód i udziału w pracach na froncie. Zniszczeniu w wyniku działań wojennych uległo wiele wsi i kościołów. Pozostałością po działaniach wojennych są liczne cmentarze zlokalizowane w Puszczy Kurpiowskiej. W 1915 powstała linia kolei wąskotorowej i droga Ostrołęka–Myszyniec, a następnie linia kolei normalnotorowej. Za jej pomocą wywożono do Prus Wschodnich drewno z puszczy.

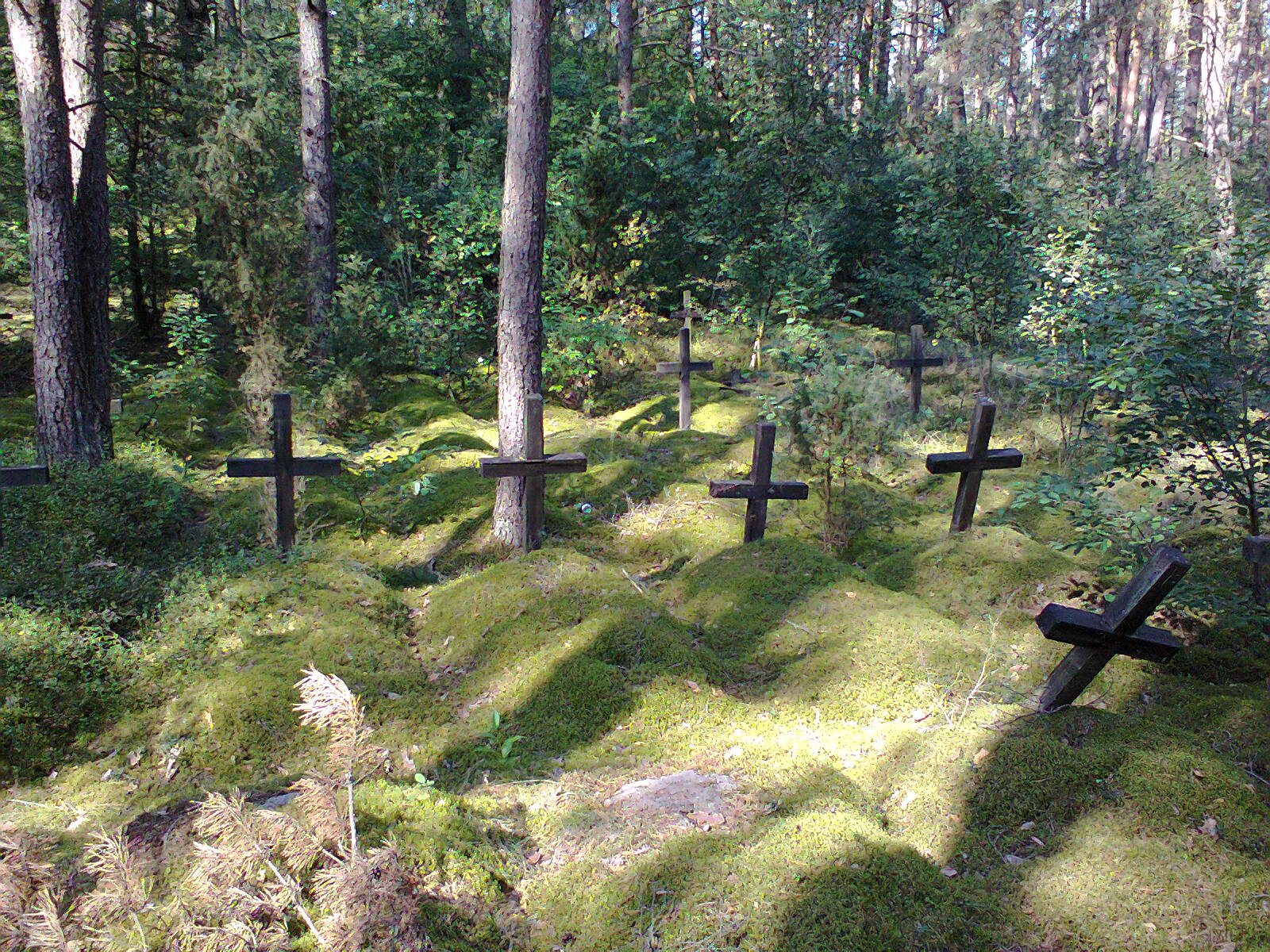
Cmentarz pierwszowojenny w Kruszy

Po odzyskaniu niepodległości zachodnia część Puszczy Zielonej została włączona do województwa warszawskiego, reszta do województwa białostockiego. Pod Chorzelami, Myszyńcem i Lemanem w czasie wojny polsko-bolszewickiej rozegrano bitwy. Sytuacji gospodarczej mieszkańców puszczy nie poprawiły międzywojenne reformy rolne. Zmieniła się struktura administracji leśnej: w 1928 z Nadleśnictwa Ostrołęka i Nowogród powstało nowe Nadleśnictwo Podgórze.
W wyniku kampanii wrześniowej i wkroczenia do Polski Sowietów Puszcza Zielona została podzielona. Na zachód od Narwi rządzili Niemcy (Rejencja Ciechanowska w prowincji Prusy Wschodnie bezpośrednio włączona do III Rzeszy). Od 28 września 1939 Łomża i Kolno znalazły się w Obwodzie Białostockim, który wcielono do ZSRR jako część Białoruskiej Socjalistycznej Republiki Radzieckiej. W 1941 powiat ostrołęcki trafił pod okupację niemiecką. Przebiegała tu wewnętrzna granica Prus Wschodnich i Generalnego Gubernatorstwa. Cześć puszczy podlegała jednostce Bezirk Bialystok (okręg Białystok). Hitlerowcy chcieli stworzyć z części Puszczy Zielonej odrębną jednostkę administracyjną, a opór, który napotkali ze strony mieszkańców, wywołał terror okupanta. W puszczy działały liczne oddziały Armii Krajowej i Narodowych Sił Zbrojnych. Po zakończeniu II wojny światowej część oddziałów partyzanckich zaczęła działać przeciwko sowietyzacji Polski. Partyzantka w puszczy utrzymywała się przez kilka lat.
Po II wojnie światowej część mieszkańców Puszczy Kurpiowskiej (m.in. z powodu przeludnienia) przeniosła się na Ziemie Odzyskane, część do miast. Z czasem postępowało uprzemysłowienie regionu, ale procesy te dotyczyły głównie obrzeży puszczy. W Ostrołęce rozwijał się przemysł celulozowo-papierniczy oraz energetyczny. Nierzadko łączono pracę w gospodarstwach rolnych z zarobkiem w zakładach przemysłowych w miastach (Przasnysz, Ostrołęka, Łomża).

## Współcześnie

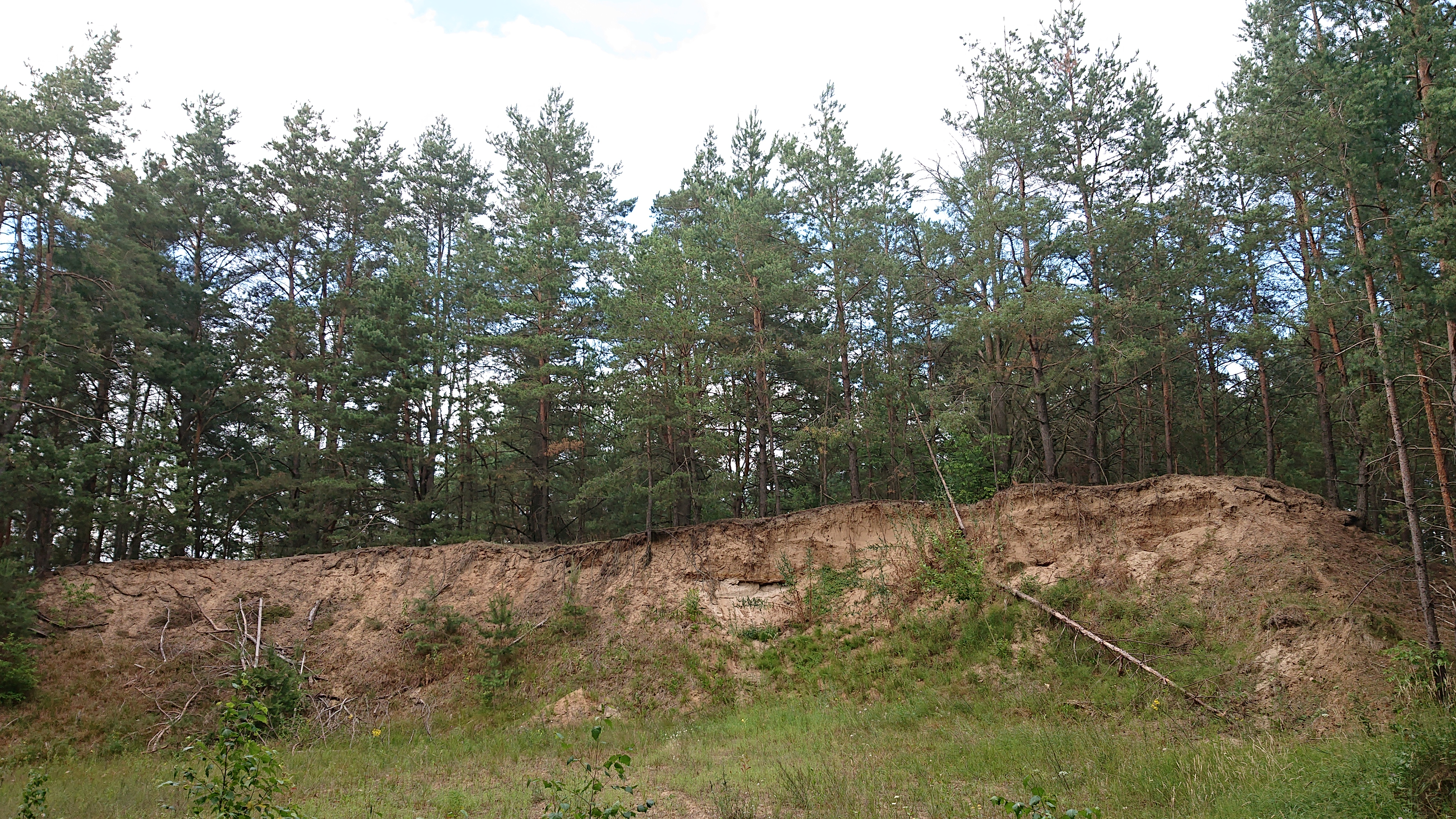
Wydmy na Grabskiej Górze w Lipnikach

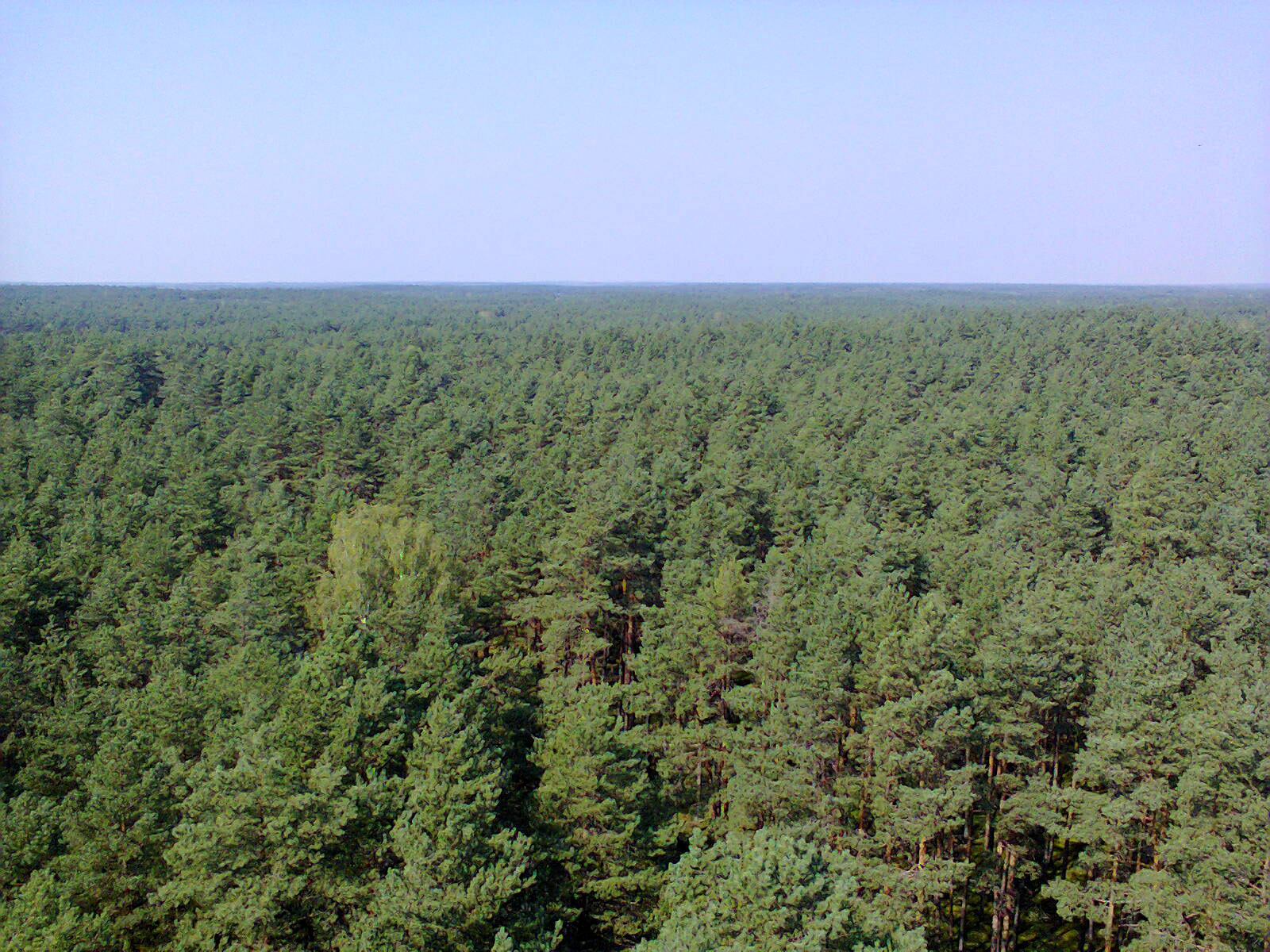
Lasy w okolicach Podgórza

Teren Puszczy Zielonej stanowią głównie rozległe często bagna oraz tereny piaszczyste, co zadecydowało o stosunkowo późnym pojawieniu się rolnictwa na tym obszarze. Większość bagien została zmeliorowana w XX wieku. Pozostały: Szeroka Biel, Karaska, Łokieć, Chruściel. Z krajobrazu zniknęły bagna, jeziorka i bajorka. Większość rzek została uregulowana. Znajdujący się w puszczy największy naturalny zbiornik Mazowsza, Jezioro Serafin, został osuszony. Dziś największym jeziorem zielonokurpiowskim jest Łacha.
Charakterystyczne dla regionu wydmy koncentrują się w kilku miejscach. Między Pisą a Skrodą są pojedyncze i niewysokie. Między Pisą a Szkwą pasy wydm powstały na długich i niewysokich ławicach piaszczystych, które są oddzielone szerokimi torfowiskami. Największe wydmy występują w okolicach Lemana (do 131 m wysokości bezwzględnej i do 20 m wysokości względnej). Opadają stromo na północ, gdzie zaczynają się bagna. W okolicy Łysych wydmy mają skomplikowane kształty. Na wschodnim pasie Szkwy ciągną się trzy pasy wydm, dochodzące do wysokości 151 m n.p.m. Wydmy piętrzą się też na wąskich pasach ziemi między Szkwą, Rozogą, Omulwią i Orzycem. Szczególnie ciekawe są wydmy na lewnym brzegu Omulwi i w okolicy wsi Karaska. Większość wydm jest zalesiona, a przez to dobrze zachowana.
Współcześnie lasy na terenie dawnej Puszczy Kurpiowskiej nie stanowią zwartego kompleksu i zajmują ok. 33% regionu określanego tym mianem. Większość (95%) obszarów leśnych obejmuje bór sosnowy, rzadko pojawiają się olsza, świerk, dąb i brzoza. Nieliczne naturalne drzewostany świerkowo-sosnowe i olszowe objęto ochroną. Obecnie żyją tu m.in. wilki. Puszczę Zieloną zamieszkuje największa w Polsce populacja kraski.
Świadectwem historii Puszczy Zielonej są nazwy miejscowości, wśród których można wyróżnić topograficzne i nawiązujące do zajęć ludności (np. Białusny Lasek, Binduga, Brodowe Łąki, Brzozowy Kąt, Brzozówka, Brzozowa, Budki, Budy Rządowe, Budziska, Czarnia, Czarnia, Dąbrowa, Dąbrowy, Dąbrówka, Dębniki, Dęby, Długi Kąt, Gaczyska, Jastrząbka, Jazgarka, Jeglijowiec, Kadzidło, Kierzek, Kopaczyska, Lelis, Lipowy Las, Lipniki, Łączki, Łodziska, Nowa Ruda, Olszewka, Olszewka, Olszyny, Piasecznia, Popiołki, Potasie, Pruskołęka, Siarcza Łąka, Świdwiborek, Wejdo, Wolkowe, Wydmusy, Wykrot, Zaręby, Zalas, Żelazna Rządowa, Zdunek).

### Rezerwaty
- Ciemny Kąt
- Czarnia
- Kaniston
- Łokieć
- Mingos
- Olsy Płoszyckie
- Podgórze
- Surowe
- Tabory
- Torfowisko Karaska
- Torfowisko Serafin[55].

## Galeria

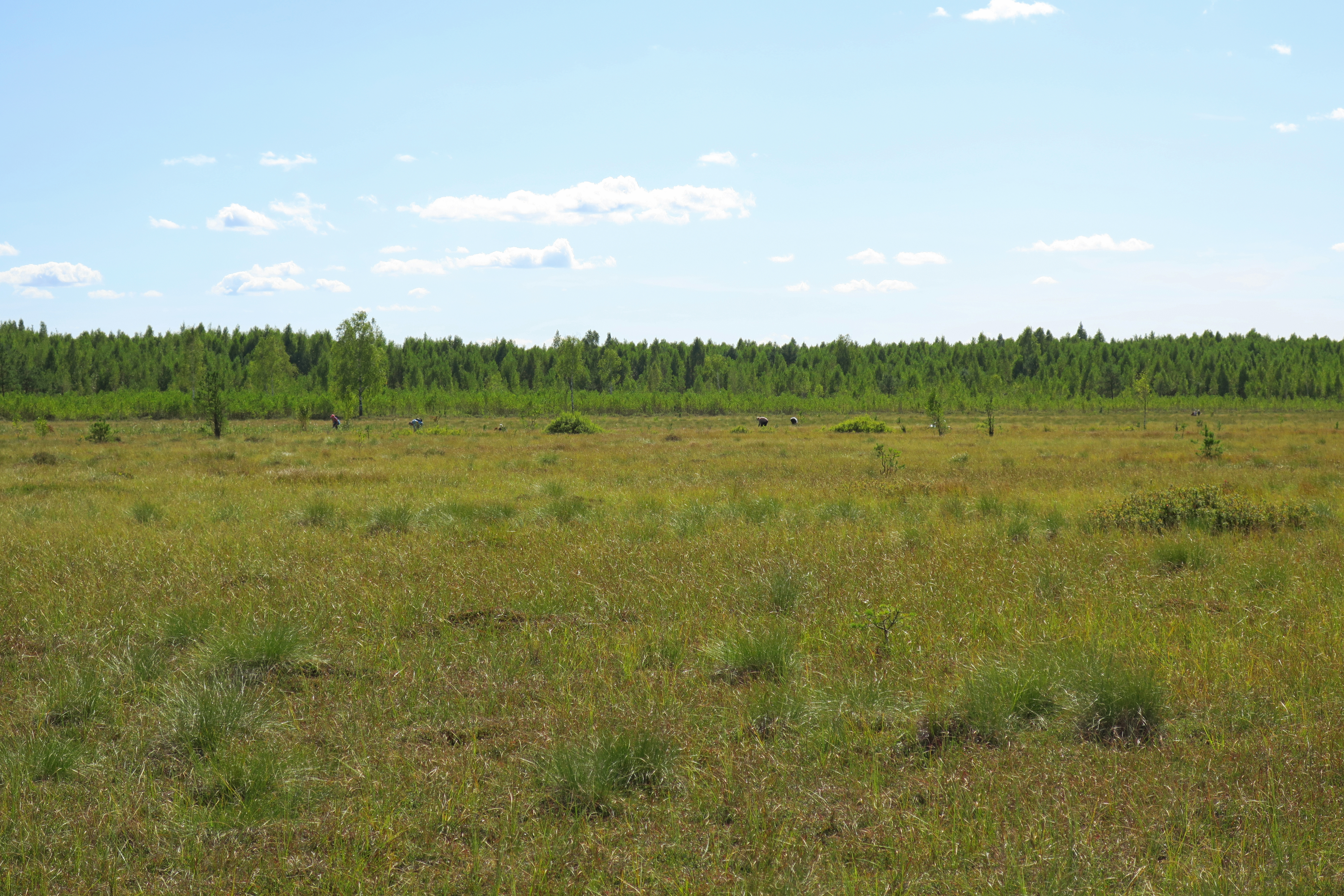
Rezerwat przyrody Torfowisko Karaska
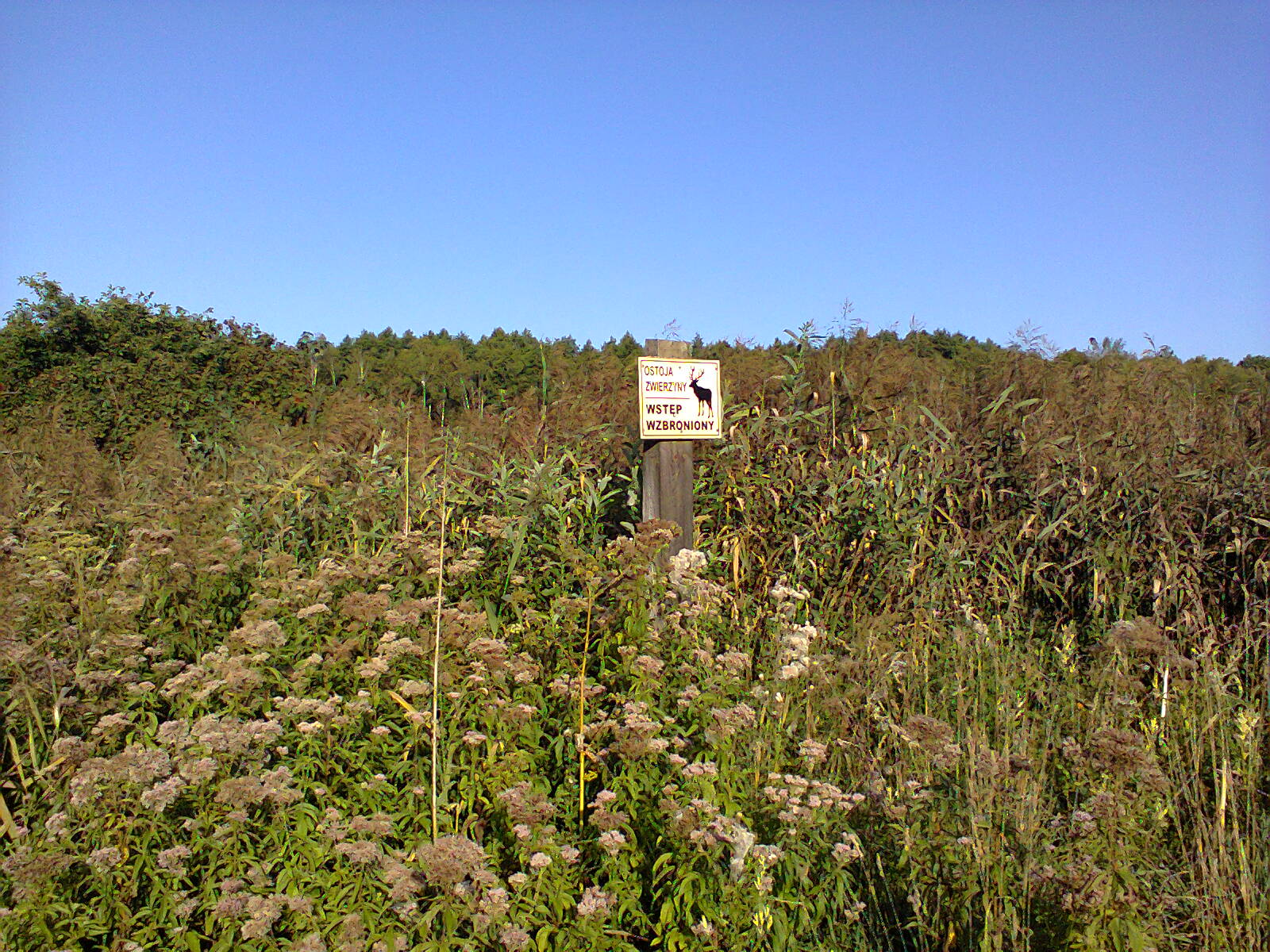
Rezerwat przyrody Olsy Płoszyckie
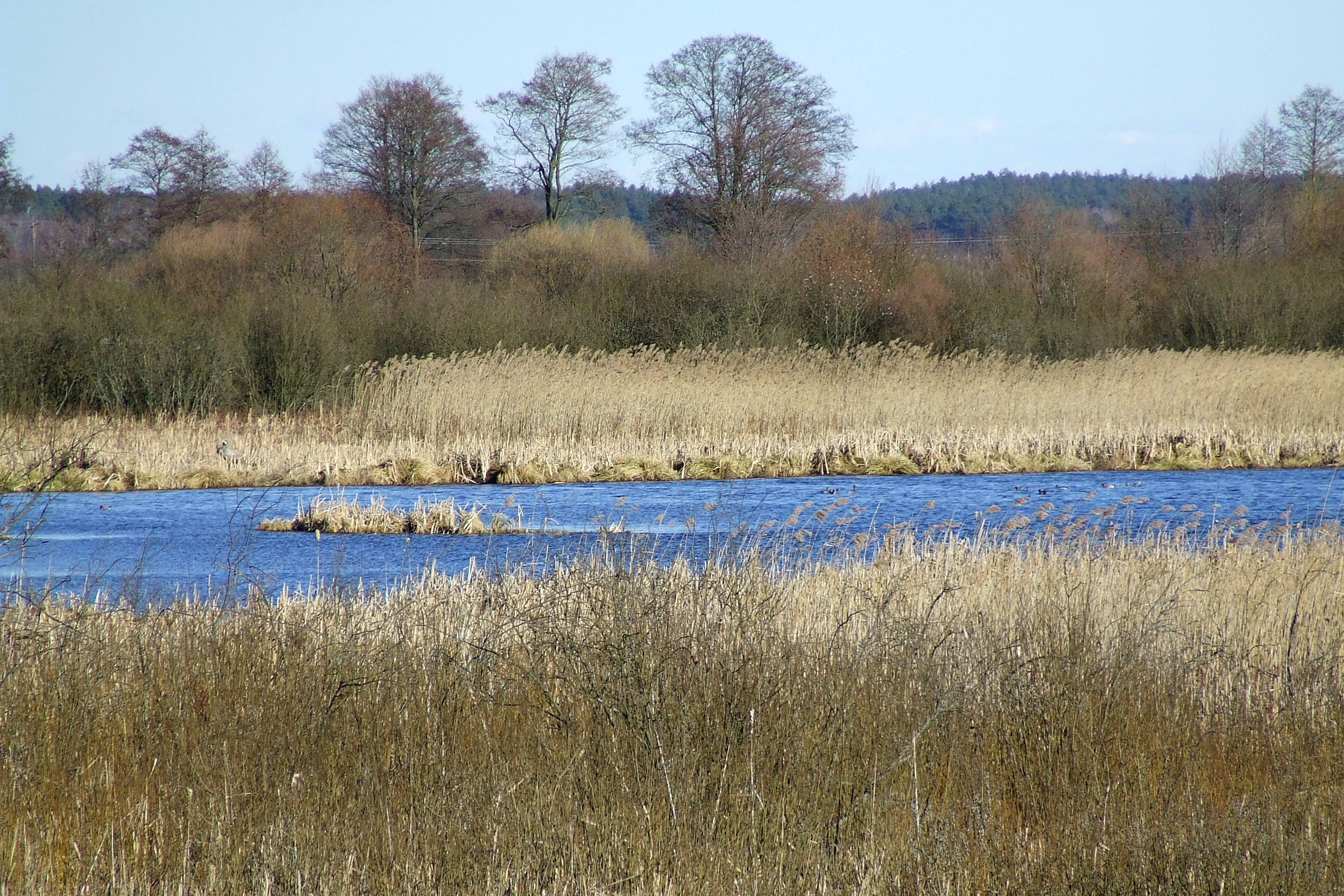
Jezioro Łacha
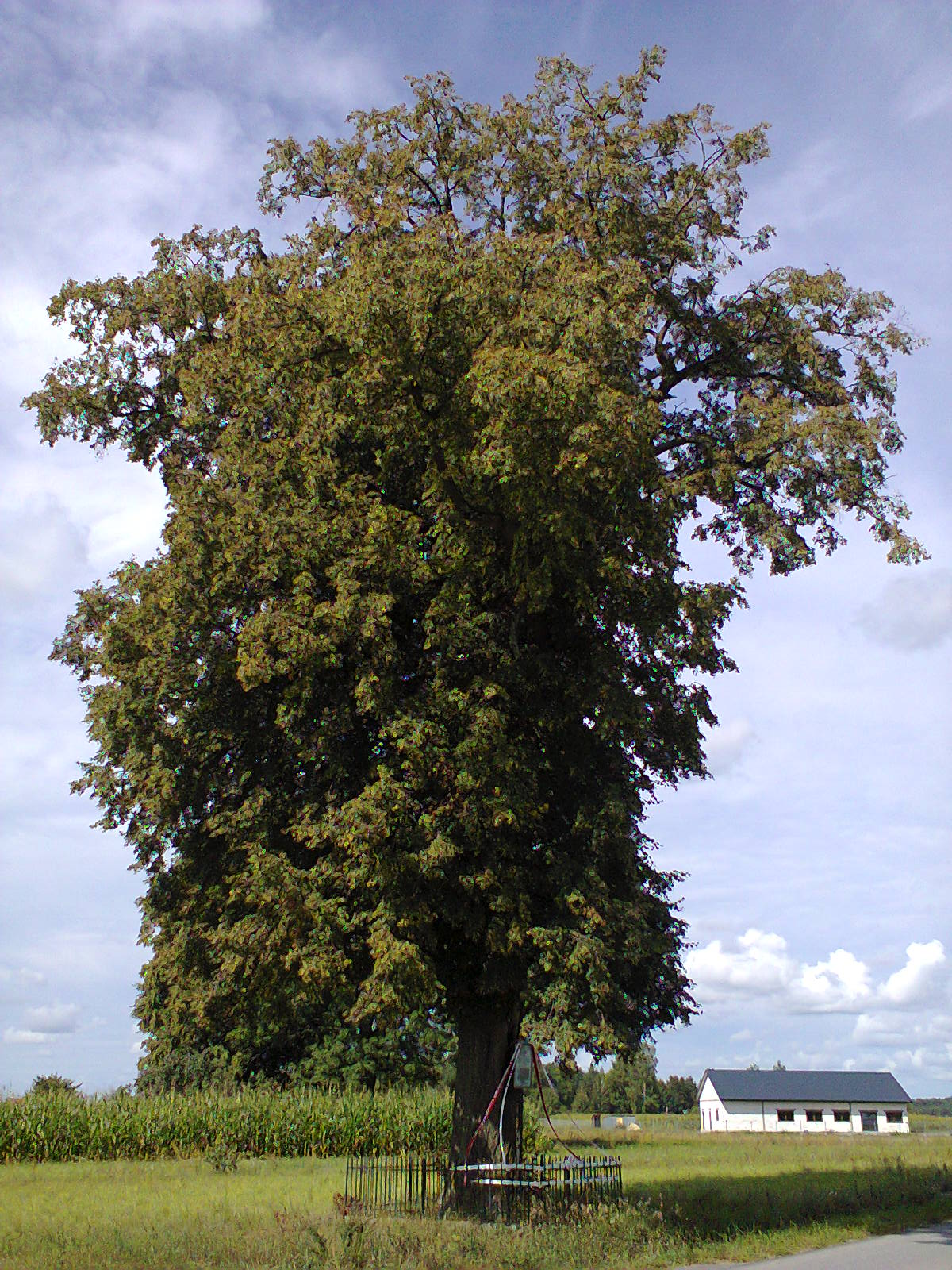
Lipa (pomnik przyrody) w Łączkach
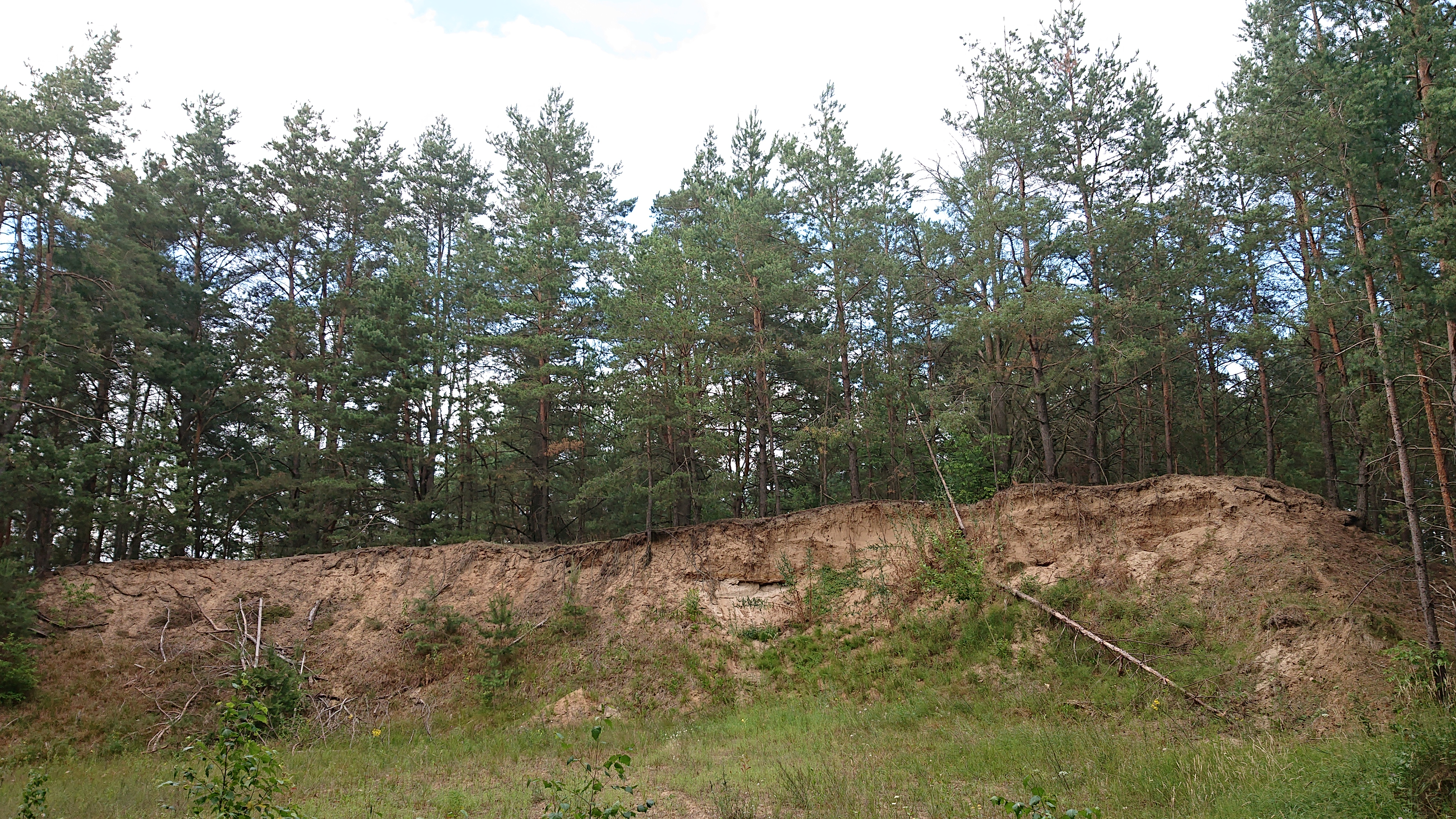
Grabska Góra w Lipnikach
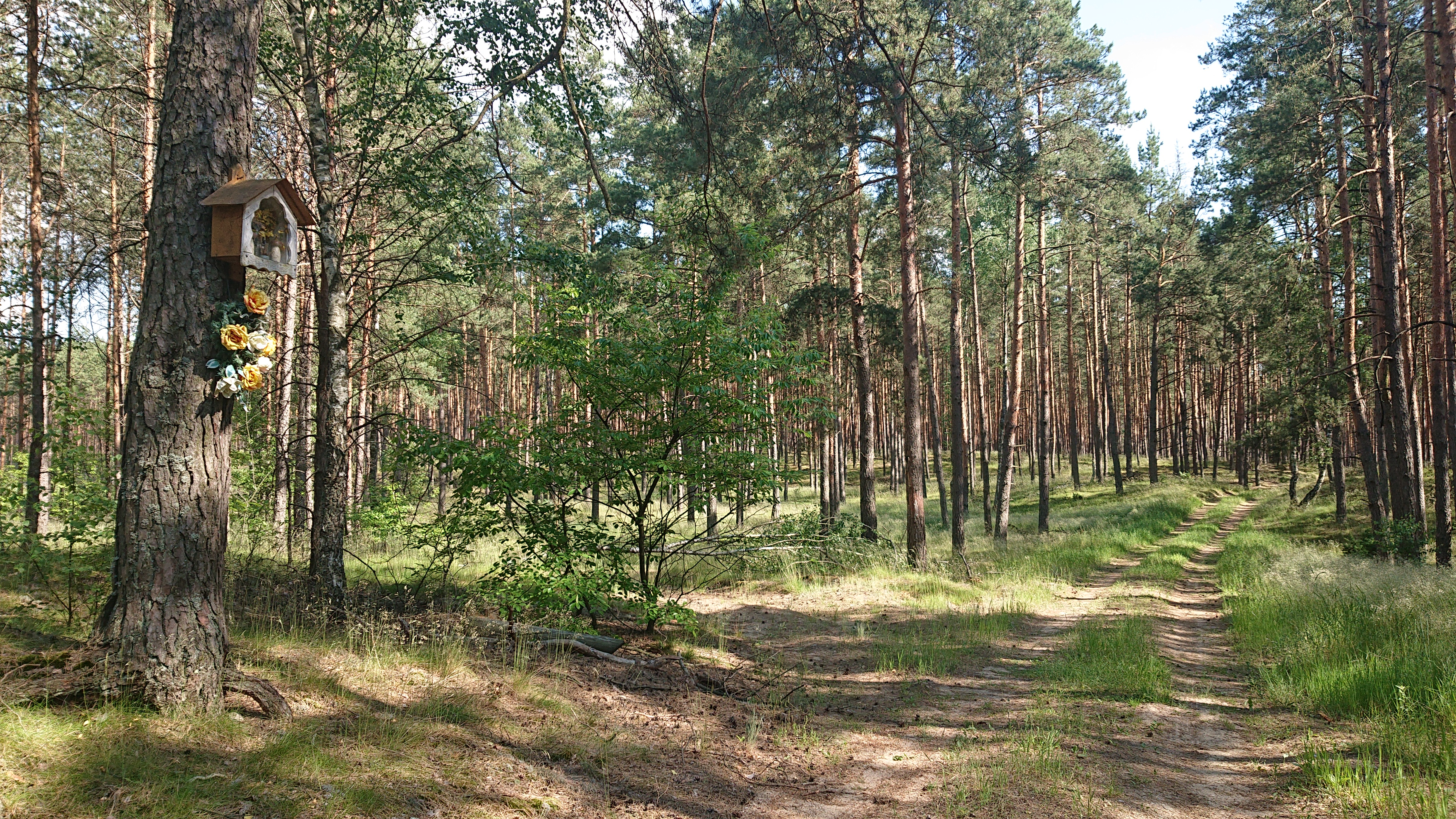
Leśna droga między Parciakami a Dynakiem
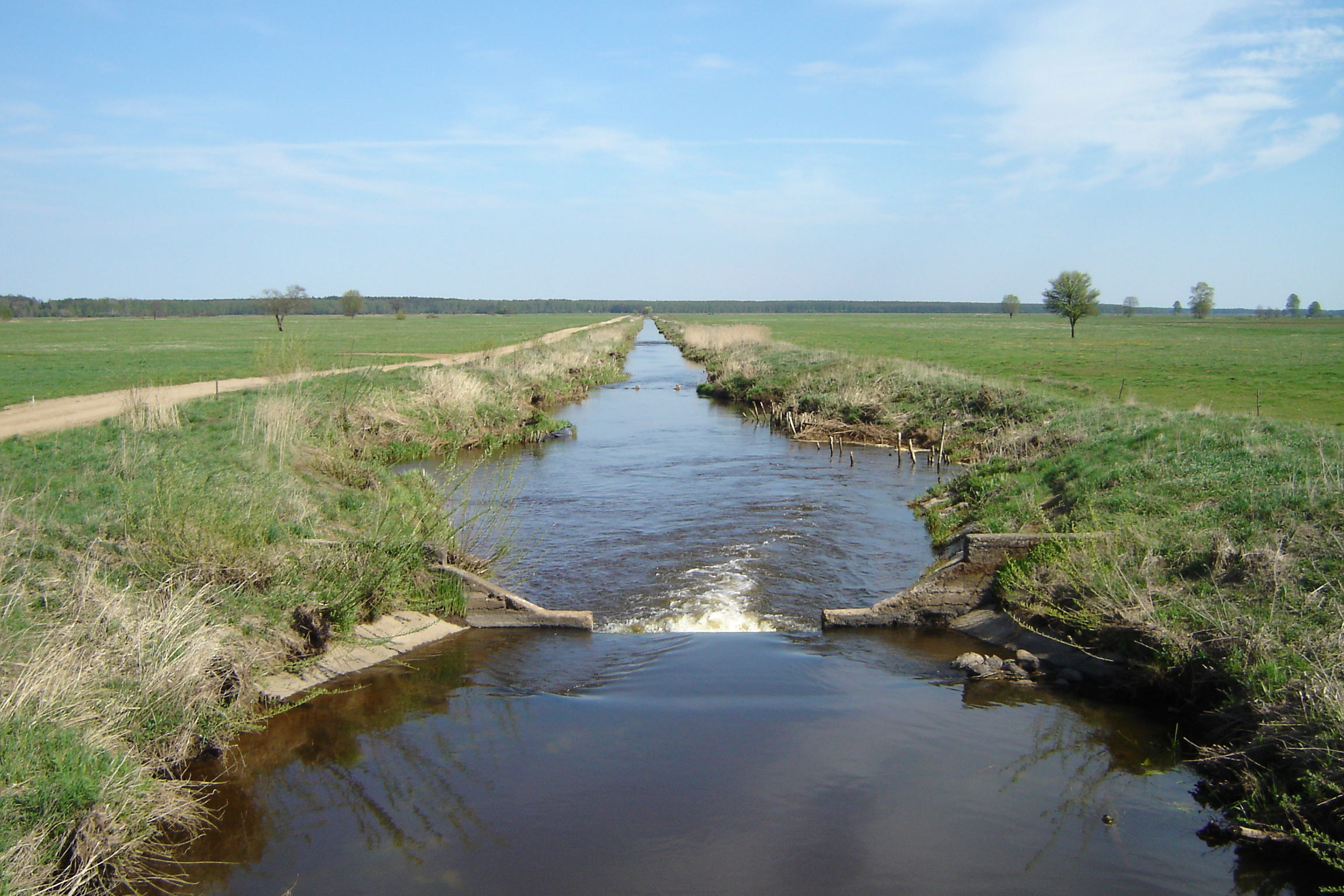
Rzeka Rozoga na wysokości wsi Tatary
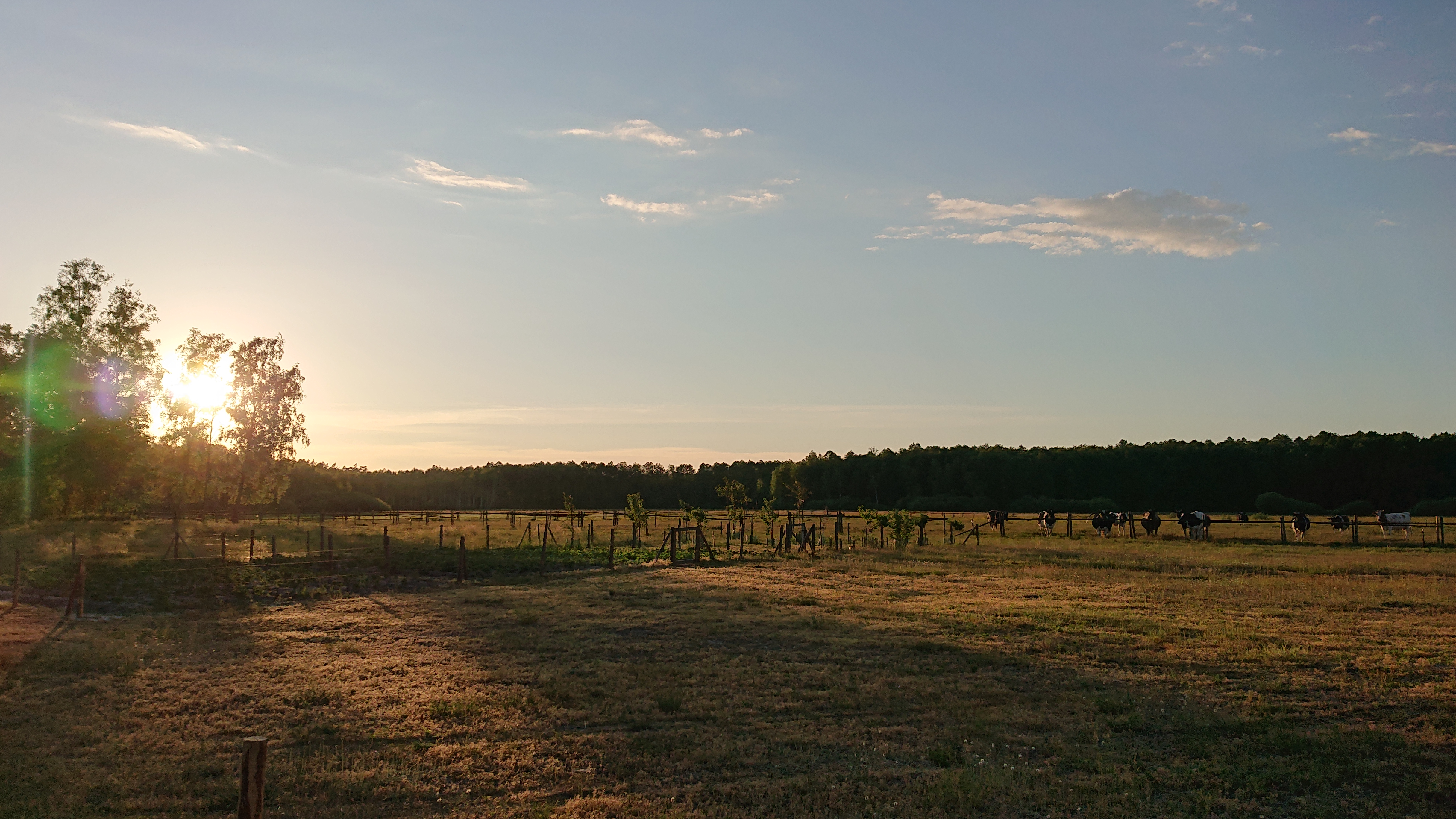
Krajobraz wsi Bandysie
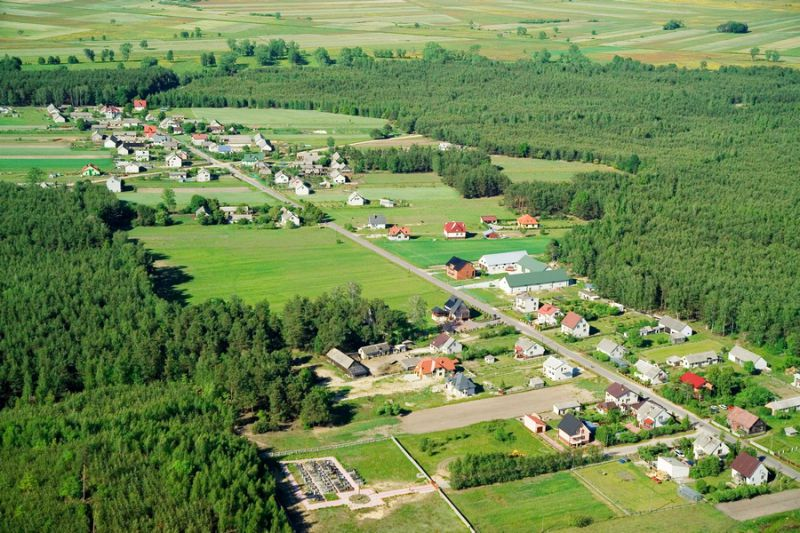
Wieś Lelis
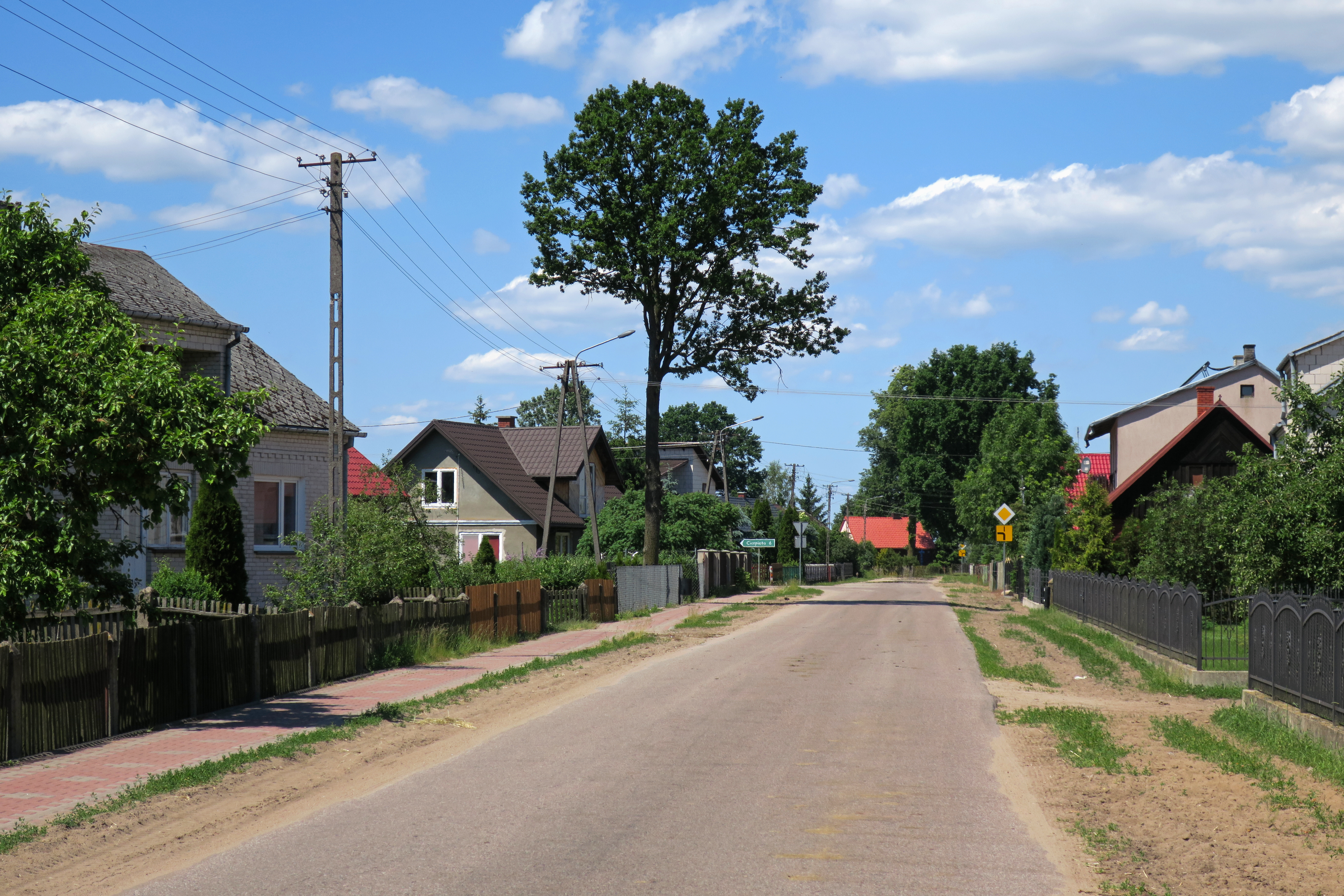
Kurpiowska ulicówka (wieś Ziomek)
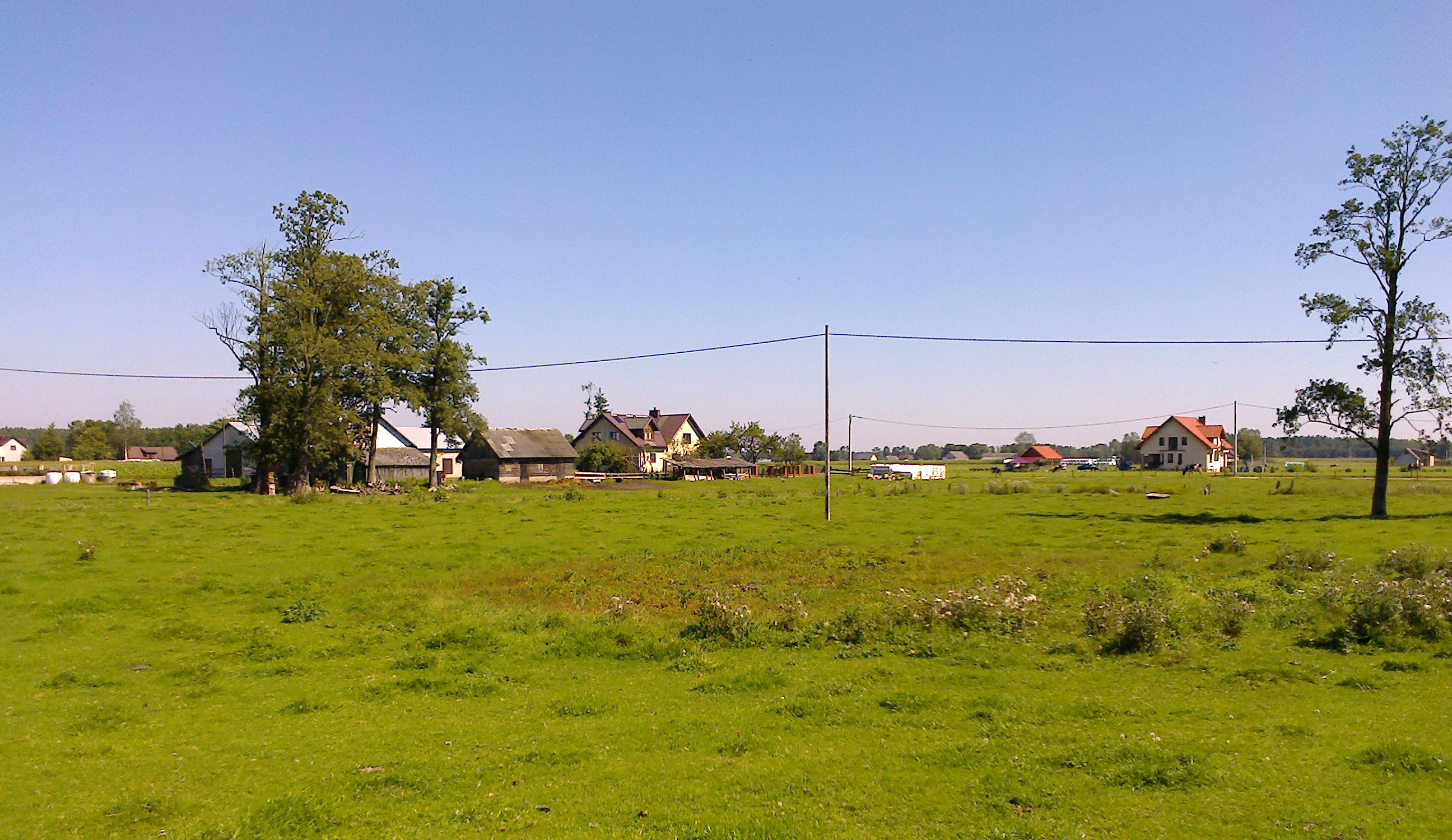
Widok na wieś Łączki
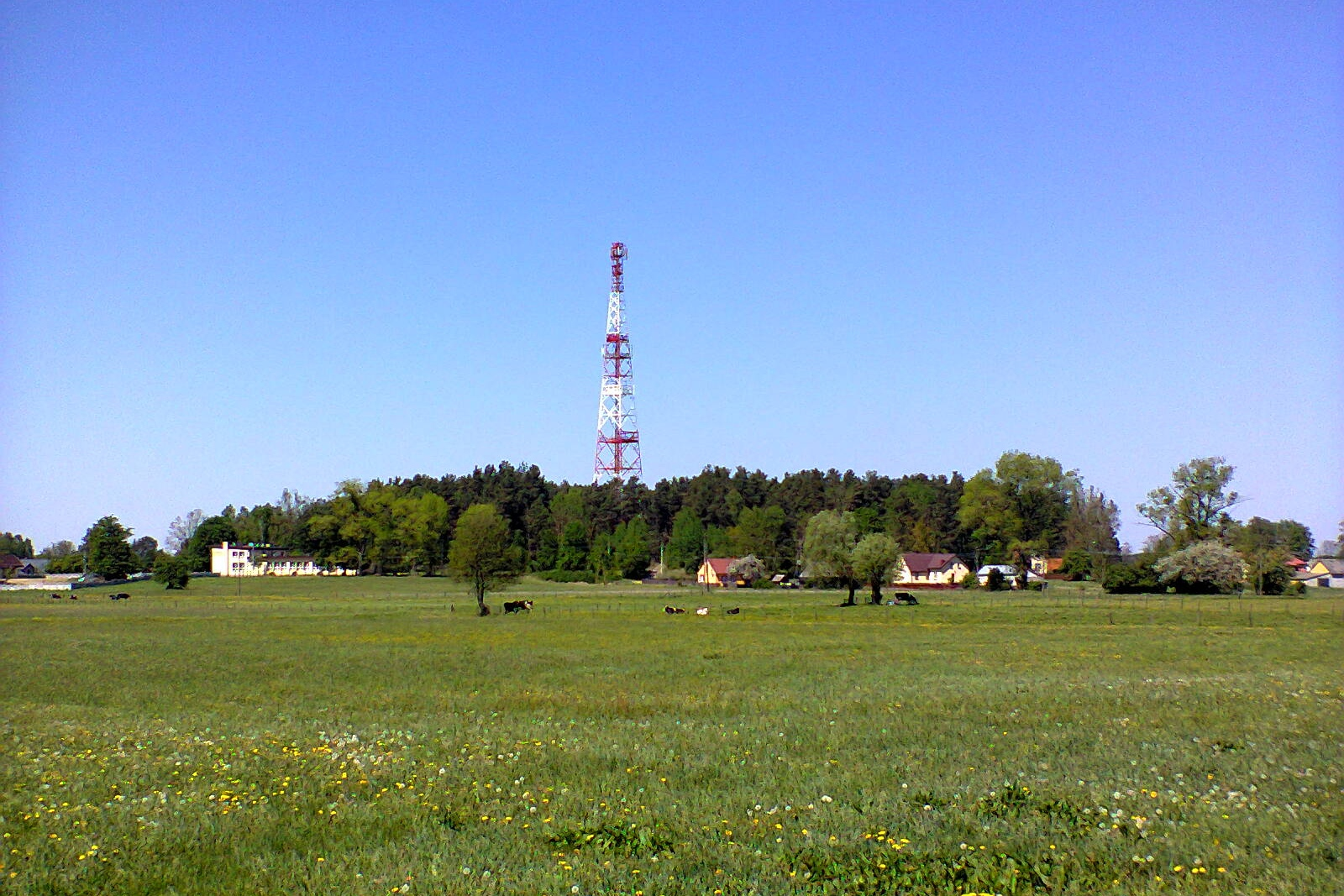
Krajobraz wsi Wejdo
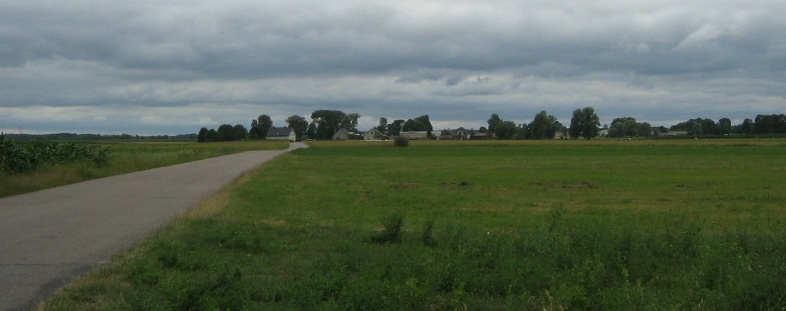
Wieś Kuczyńskie
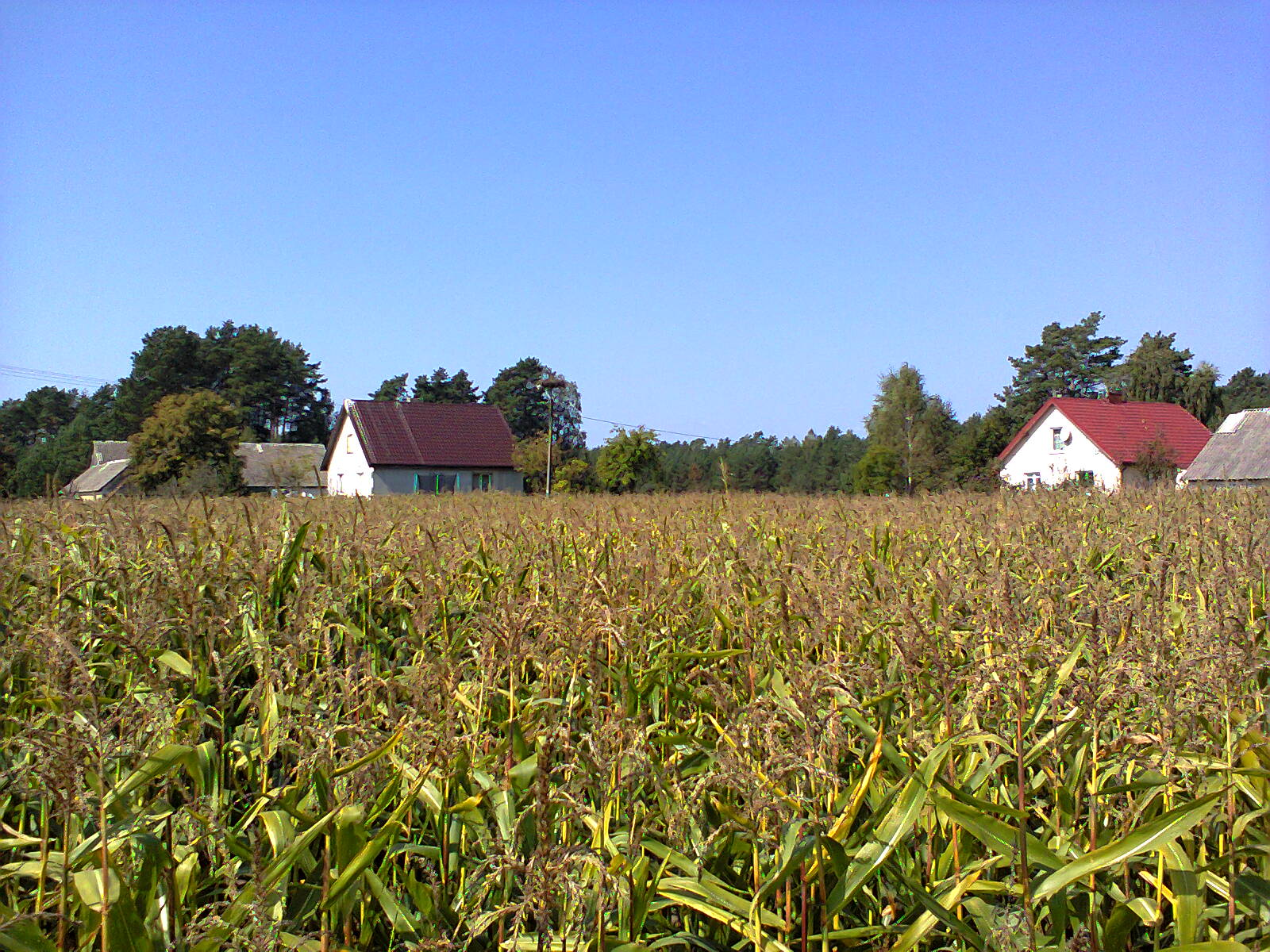
Wieś Trzcińskie